# Черноморец (футбольный клуб, Одесса)
«Черномо́рец» (укр. «Чорноморець») — украинский футбольный клуб из города Одессы. Основан в 1936 году. Один из наиболее титулованных клубов страны. Обладатель Кубка футбольного союза СССР (1990, последний розыгрыш). Первый в новейшей истории Украины клуб, выигравший Кубок Украины (1992), а также повторивший этот успех в сезоне 1993/94.

## История

### Хронология названий команды
| Период    | Название          |
| --------- | ----------------- |
| 1936—1939 | «Динамо» (Одесса) |
| 1940      | «Пищевик»         |
| 1941      | «Спартак»         |
| 1944—1950 | «Пищевик»         |
| 1953—1954 | «Металлург»       |
| 1955—1957 | «Пищевик»         |
| с 1958    | «Черноморец»      |

### Предыстория

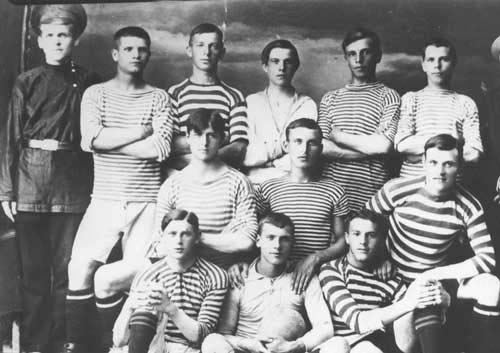
1916 год. Команда «Чёрное море». Слева направо: 1-й ряд (стоят) — Щербаков, Садкевич, Гецман, Белжецкий, Коваль, Михайлов, 2-й ряд — …, Мишин, 3-й ряд — …, Типикин, Бард.

У современного футбольного клуба «Черноморец» есть свой предшественник — футбольный клуб «Чёрное море». Он не выступал в Одесской футбольной лиге, а был скорее любительским. В Александровском парке (в настоящее время «Парк имени Тараса Шевченко») была выкопанная яма в виде Чёрного моря, которая должна была служить прудом. Однако, на её обустройство не хватило средств и она стала футбольным полем для местных любителей футбола, которых стали называть «черноморцами». Среди известных футболистов «Чёрного моря» можно отметить Ивана Типкина, Василия Котова, Тимофея Коваля и других.
После прихода к власти большевиков в ходе Гражданской войны многие местные футболисты, как и другие «представители буржуазного класса», покинули страну. Старая футбольная лига распалась из-за военных действий, которые происходили в городе. Советской властью был основан новый чемпионат Одессы, куда входило больше сотни команд, разделённых на пять классов. Впоследствии большинство «черноморцев» перешли в состав другой футбольной команды — «Местран». В 1920-х годах именно этот клуб три раза становился чемпионом Одессы (1923, 1924, 1926). В этот же период два раза чемпионом города становилась команда «Канатчики» (1928, 1929). Игрок этого клуба Александр Штрауб стал первым одесским футболистом сыгравшим в составе сборной СССР.

### 1936—1957

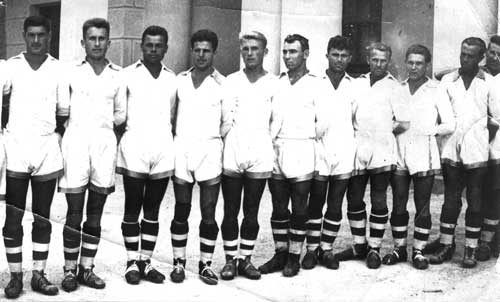
1936 год. Одесские динамовцы перед началом первого чемпионата СССР по футболу. Слева направо: Литвачук, Сосицкий, Кусинский, Калашников, Хижников, Кравченко, Хейсон, М. Гичкин, Орехов, Штрауб, Волин

26 марта 1936 года считается официальным началом истории одесского футбольного клуба «Черноморец». С 1936 по 1939 гг. команда называлась «Динамо» (Одесса). В сезонах 1938, 1939, 1941 Одесса была представлена в группе «А» (позже — Высшая лига СССР). В 1951 году команда была расформирована на два года. В 1953 году лучшие одесские футболисты были вновь собраны в команду «Металлург», включённую в класс «Б». Осенью 1954 года Центральный совет общества «Металлург» команду как нерентабельную перевёл на региональный уровень. Существующая команда и игроки были переведены в ДСО «Пищевик». Под таким названием коллектив выступал до ноября 1957 года, когда в соответствии с постановлением ВЦСПС общества «Пищевик», «Металлург», «Химик», «Строитель» и другие были объединены в ДСО «Авангард».

### 1958—1969

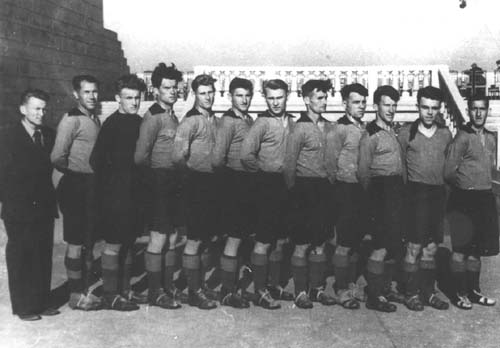
«Пищевик» (Одесса), 1947 год. Слева направо: главный тренер Фомин, Брагин, Близинский, Пуховский, Чубинский, Шумилов, Хижников, Чирклис, Богинский, Потапов, Черкасский, Спивак.

С 1958 года клуб носит имя «Черноморец». В том же году была утверждена чёрно-синяя форма одесситов, а также атрибутика и флаг клуба. На поле под таким именем команда вышла в Одессе на матч со «Спартаком» (Станислав). Сезон 1958 г. остался в истории клуба одним из самых успешных, в нём одесситы набрали 26 очков в 30 матчах. В 1950-х годах «Черноморец» славился своей полузащитной линией, в которую входили Владимир Кулагин и Владимир Щегольков, который позже был переквалифицирован в центрального защитника. В 1961 г. Щегольков был приглашён в киевское «Динамо», где занял место на правом фланге. Он играл и за сборную СССР. Также в «Черноморце» играл ещё один талантливый футболист — Константин Фурс. Когда в начале 1959 года команду возглавил Анатолий Зубрицкий, она была передана черноморскому морскому пароходству. В то время, когда немало одесситов переходило в киевское «Динамо», Анатолий Зубрицкий оставался у руля команды, став одним из самых лучших тренеров в истории одесского клуба. В те годы начальником команды был Борис Галинский, который вместе с Зубрицким удачно дополняли друг друга. В сезоне 1959 года одесситы праздновали победу «Черноморца» в международных матчах над сборной Алжира ― 4:3 и над сборной Эфиопии ― 2:1. В 1960 году в классе «Б» «Черноморец» занял 4-е место. В том же году сборная Одессы разгромила миланский «Интер» ― 5:1.
В сезоне 1961 г. «Черноморец», победив по сумме двух матчей в финале украинских зон класса «Б» одесский СКА (0:0 и 2:1), должен был в следующем сезоне занять место украинской команды, занявшей последнее место в высшем дивизионе. Но украинская федерация футбола решила назначить переходные игры. С «Черноморцем» должен был играть донецкий «Шахтёр», однако, в связи с тем, что донецкая команда завоевала Кубок СССР, переходные игры были отменены. В товарищеском матче против бразильского «Фламенго» «Черноморец» отпраздновал победу ― 4:2. В сезоне 1964 года первенство СССР во 2-й группе класса «А» разыгрывалось среди 27 команд, которые были поделены на две группы. По шесть команд из каждой подгруппы выходили в финальный этап. В 1-й подгруппе играл «Черноморец». Заняв второе место «моряки» пробились в финальный турнир, где заняв 4-е место среди четырнадцати команд пробились в высший дивизион советского футбола — первую группа класса «А». Единственный раз за всю историю послевоенных чемпионатов СССР два клуба одного города — «Черноморец» и СКА, одновременно завоевали путёвки в высшую лигу.
В сезоне 1965 года, после неровной игры в первом круге «Черноморец» занимал последнее место. Однако ситуацию удалось исправить и в конце сезона команда заняла 14-е место. В 1966 году «моряки» повторили результат предыдущего сезона — 14-е место в чемпионате страны. А вот в розыгрыше кубка СССР 1965/66 гг. команда добилась наилучшего результата в своей истории. Обыграв в 1/16 финала в Кемерово местный «Кузбасс» ― 2:1 (д.в.), в 1/8 дома ташкентский «Пахтакор» ― 2:0, и в 1/4 дома свердловский «Уралмаш» ― 3:1, «моряки» пробились в полуфинал где уступили на нейтральном поле в Ленинграде московскому «Торпедо» ― 0:3. В сезоне 1967 года дела у команды не заладились, «моряки» вели борьбу за сохранение прописки в высшем дивизионе. В коллективе сменились три старших тренера. В конце сезона у руля команды встал Николай Морозов, который годом ранее вывел сборную СССР в полуфинал чемпионата мира в Англии. В последних турах первенства одесситы, соперничавшие с ленинградским «Зенитом» за сохранение места в высшем дивизионе, не дали себя обойти, победив ленинградцев в Одессе 2:1. Команда сохранила место в высшей лиге, однако Морозов отказался продолжать работу в клубе. Команду возглавил Сергей Шапошников. Под его руководством «Черноморец» стал одним из самых стабильных коллективов СССР, закончив сезоны 1968 и 1969 гг. на восьмом месте. Помимо этого в сезонах 1966 и 1969 гг. «Черноморец» завоевал приз «За справедливую игру».

### 1970—1979

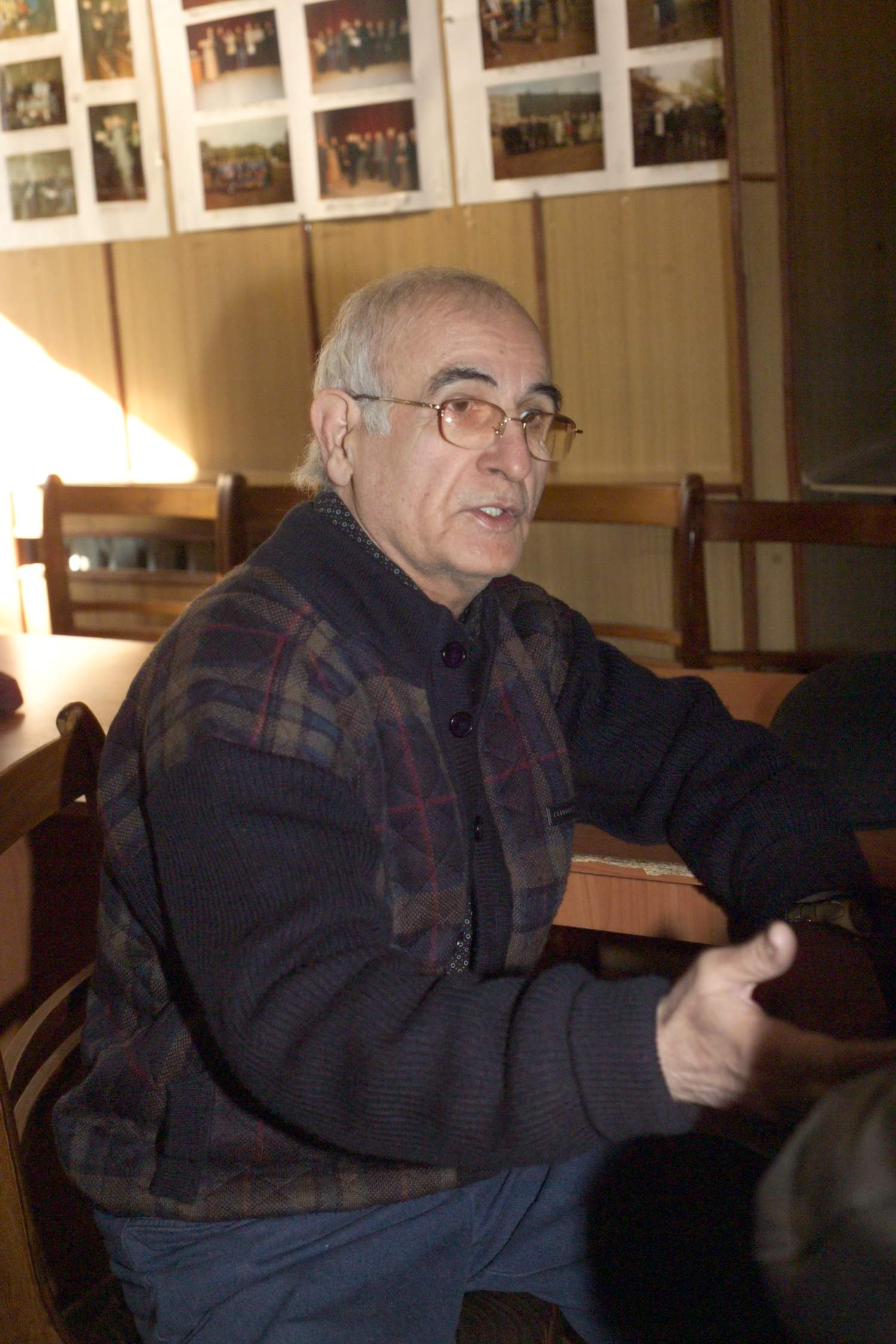
Ахмед Алескеров привёл «Черноморец» к наивысшему результату в первенствах СССР (высшая лига) — 3-е место и бронзовые медали в чемпионате СССР 1974 г.

Анатолий Шепель, ставший лучшим бомбардиром чемпионата СССР 1973 г. в первой лиге, перед началом сезона 1974 г. перешёл в киевское «Динамо». На смену ему пришёл Владимир Дзюба, игравший раннее за винницкий «Локомотив». Клуб решил пополниться ещё одним форвардом таранного типа ― Виктором Прокопенко. Команда уже тогда показывала хороший футбол. Помогал команде высокий центральный защитник Виктор Зубков, забивший 6 голов за сезон, что было неплохим результатом для игрока его позиции. Владимир Макаров, игравший на позиции полузащитника, был замечен тренером и за сезон достиг отметки в 13 голов, став лучшим бомбардиром команды в сезоне 1974 г. Моряки, выигравшие у серьёзных и сильных соперников, занимали вторую строчку турнирной таблицы после первого круга чемпионата СССР 1974 г. А по окончании сезона 1974 г. «Черноморец» завоевал бронзовые медали чемпионата СССР в высшей лиге.
Осенью 1975 г. команда впервые в своей истории стартовала в официальных матчах европейских клубных турниров. В матчах 1/32 финала розыгрыша кубка УЕФА сезона 1975/76 гг. «моряки» дважды сыграли с римским «Лацио». В первом матче в Одессе, в присутствии 50 000 зрителей «Черноморец» одержал минимальную победу — 1:0. Первый гол команды в еврокубках забил на 33-й минуте Анатолий Дорошенко. В ответном матче одесситы лишь за минуту до окончания основного времени пропустили гол с пенальти, который забил известный итальянский нападающий того времени Джорджо Киналья. Это перевело матч в овертайм. В дополнительное время хозяевам поля усилиями того же Кинальи удалось ещё два раза поразить ворота «Черноморца». На этом первый старт одесситов в еврокубках подошёл к концу.
В период 1973—1977 гг. «Черноморец» тренировал Ахмед Алескеров.
В то время в составе у «Черноморца» ещё не было именитых игроков. Однако заметив успехи одесской команды, Федерация футбола СССР решила провести на стадионе ЧМП товарищеский матч между сборными СССР и Чехословакии. Матч состоялся в присутствии более 45 000 зрителей. Сборная СССР проиграла 0:1, пропустив гол от форварда сборной Чехословакии Зденека Негоды.

### 1980—1989

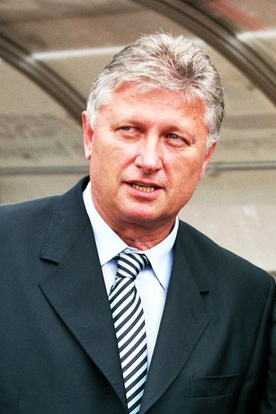
Виктор Прокопенко завоевал с «Черноморцем» Кубок федерации футбола СССР (1990 г.), дважды Кубок Украины (1992 г., 1993/94 гг.), и дважды «бронзу» в высшей лиге чемпионатов Украины — 1992/93 и 1993/94 гг.

В 1980 команду возглавил Никита Симонян. Начали сезон «моряки» с ничьей со «Спартаком» (0:0) и московским «Динамо» (1:1). У команды начался спад, итог — 8 место в середине первого круга. Однако на межсезонье команда ушла на 5-й строке турнирной таблицы. Закончили «моряки» сезон двумя победами над московскими «Торпедо» и «Спартаком» с одинаковым счётом 4:2. Одесситы закончили сезон на 7-м месте.
В 1981 году команда, как и в 1979 заняла лишь 11-е место. В том же сезоне Игорь Беланов забил 6 голов. В следующем сезоне команда провалила старт, занимая лишь 17-е место. Конец сезона принёс одесситам 10-е место.
В сезоне 1983 года после восьми туров «Черноморец» шёл на первом месте. После 16-го тура лишь укрепил свою позицию лидера. Семнадцатый тур оказался роковым для команды. Одесситы, под руководством Виктора Прокопенко, опустились на 8-е место в итоге, а Владимир Финк, (как лучший бомбардир команды в одном чемпионате за всю историю первенств СССР — 15 мячей), занял 3 место в списке лучших бомбардиров СССР 1983 года — вот результаты «Черноморца» того сезона.
В сезоне 1984 г., после неуверенного старта, «Черноморец» нашёл свою игру, переместившись с 16-й строчки турнирной таблицы на 5-ю. В 9-м туре, благодаря голам Виктора Пасулько и Игоря Беланова, одесситы впервые в своей истории победили в Киеве местное «Динамо» — 2:1. В результате «Черноморец» после первого круга стал 7-м. В 19-м туре «моряки», выиграли в гостях у московского «Спартака» 1:0. В том же матче Владимир Плоскина прервал свою серию из 23-х подряд забитых пенальти. Плоскина даже не пошёл на добивание ворот Дасаева, а спустя 5 лет его рекорд побил Игорь Пономарёв. В конце сезона даже выездная разгромная победа на искусственном поле над московским ЦСКА 6:1 не позволила «Черноморцу» финишировать третьими, уступив лишь одно очко днепропетровскому «Днепру».
В 1985 году, «моряки» готовились к матчу с бременским «Вердером» в розыгрыше кубка УЕФА, имея в активе победу над «динамовцами» из Киева и «горняками» из Донецка. Отто Рехагель был уверен, что его «Вердер» (на тот момент серебряный призёр первенства ФРГ) без особых проблем пройдёт одесский «Черноморец». Но «моряки» по сумме двух матчей выбили немецкую команду из турнира (2:1 в Одессе и 2:3 в Бремене, играя большую часть 95-минутного матча вдесятером). Остановил одесситов только будущий победитель турнира — мадридский «Реал» (2:1 в Мадриде, 0:0 в Одессе), даже несмотря на великолепный гол Александра Багапова в Мадриде, забитый прекрасным дальним ударом. «Черноморец» чуть не вылетел из Высшей лиги, но остался, благодаря уверенной победе в переходном турнире на искусственном покрытии в Москве в конце 1985 года.
В 1986 году, несмотря на хороший старт (долгое время клуб шёл шестым), в игре у одесситов произошёл явный спад. Второй круг чемпионата, в котором в 15 матчах одесситы набрали лишь девять очков, скрасила лишь победа над киевлянами, команда провалила и покинула высшую лигу. Многие игроки ушли, как и тренер Виктор Прокопенко.
В 1987 году у руля команды стал Анатолий Полосин, который вывел «Черноморец» в высшую лигу чемпионата СССР с чистого первого места турнира команд первой лиги. «Морякам» удалось вернуться в высшую лигу всего через год после выбывания из неё.

### 1990—1999

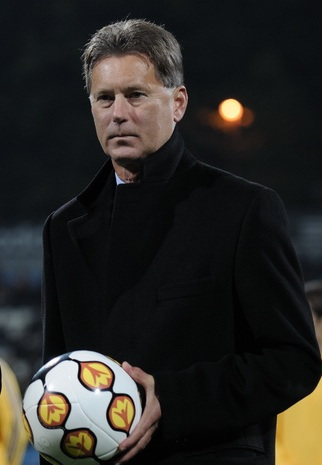
Леонид Буряк дважды привёл «Черноморец» к «серебру» в высшей лиге чемпионатов Украины, в 1994/95 и 1995/96 гг.

Летом 1990 года «Черноморец» выиграл со счётом 2:0 в финале розыгрыша Кубка Федерации Футбола СССР 1990 г. в Одессе на стадионе ЧМП у днепропетровского «Днепра», и стал последним обладателем трофея. Эта победа принесла одесской команде первый и единственный клубный трофей советского футбола. По окончании розыгрыша кубок был вручён одесской команде, и передан ей на вечное хранение. Приз хранится в музее ФК «Черноморец» (Одесса) на стадионе «Черноморец» в г. Одессе.
Осенью 1990 года клуб вновь стартовал в еврокубках. В матчах 1/32 кубка УЕФА сезона 1990/91 гг. «Черноморец» прошёл норвежский «Русенборг» — 3:1 (дома), 1:2 (в гостях). В матчах 1/16 финала кубка УЕФА моряков выбил из турнира «Монако», возглавляемый Арсеном Венгером. Первая игра в Одессе завершилась без голов — 0:0, но в ответном матче монегаски благодаря голу Джорджа Веа обыграли одесситов — 1:0.
В 1991 году «Черноморец» занял четвёртое место в последнем чемпионате СССР по футболу, набрал равное количество очков с бронзовым призёром — московским «Торпедо», но уступив автозаводцам по количеству побед.
В 1992 году команда приняла участие в первом чемпионате, и в первом розыгрыше кубка Украины и стала первым обладателем Кубка Украины, обыграв в финальном матче харьковский «Металлист» — 1:0. Единственный гол забил одессит Илья Цымбаларь в дополнительное время — на 107-й минуте матча.
В сезоне 1993/94 гг. «Черноморец» второй раз в своей истории завоевал кубок Украины, на этот раз обыграв в финале первого чемпиона Украины симферопольскую «Таврию» — 5:3 в послематчевых пенальти. Победный гол в составе одесситов забил вратарь команды Олег Суслов.
В сезонах 1992/93 и 1993/94 гг. клуб выиграл бронзовые медали чемпионата Украины (высшая лига). Все эти годы у штурвала команды был главный тренер Виктор Евгеньевич Прокопенко.
В сезонах 1994/95 и 1995/96 гг. «Черноморец» под руководством Леонида Буряка стал вице-чемпионом Украины, последовательно обойдя в турнирной таблице донецкий «Шахтёр» и днепропетровский «Днепр». В сезоне 1994/95 гг. «морякам» также удалось дойти по полуфинала розыгрыша кубка Украины.
Команда тех лет являлась постоянным участником различных еврокубков, а на европейской арене в составе команды тех лет лучшие бомбардиры — одесситы, защитник Юрий Никифоров и нападающий Владимир Мусолитин (оба — по 4 мяча).
Лидерами клуба середины 1990-х годов являлись Олег Суслов, Юрий Сак, Юрий Букель, Дмитрий Парфёнов, Виталий Колесниченко, Андрей Телесненко, Игорь Жабченко, Тимерлан Гусейнов, который дважды (в сезонах 1993—1994 и 1995—1996) становился лучшим бомбардиром украинской Высшей лиги, и который стал первым футболистом независимой Украине, забившим 100 голов в официальных матчах. Тимерлан сыграл 14 матчей и забил 8 голов за национальную сборную Украины. В честь него основан Клуб Тимерлана Гусейнова, объединяющий украинских футболистов, забивших за карьеру 100 и более голов в официальных матчах чемпионата и Кубка Украины, еврокубках и матчах национальной сборной страны.
Во второй половине 1990-х годов начался спад в финансировании клуба, и в 1998 году клуб покинул элитный дивизион чемпионата Украины.
| Гришко (Крапивкин) Шелепницкий (Кулиш) Пучков Кузнецов Ищак Спицын (Гусев) Савельев Имреков Цымбаларь (Третьяк) Гецко (Никифоров) Кондратьев |
| Состав «моряков» в финале Кубка Федерации футбола СССР 1990                                                                                  |

| Гришко Шелепницкий (Парфёнов) Букель Третьяк Сак Кошелюк (Спицын) Никифоров Яблонский Цымбаларь Гецко Гусев (Зирченко) |
| Состав «моряков» в финальном матче Кубка Украины 1992                                                                  |

### 2000—2009

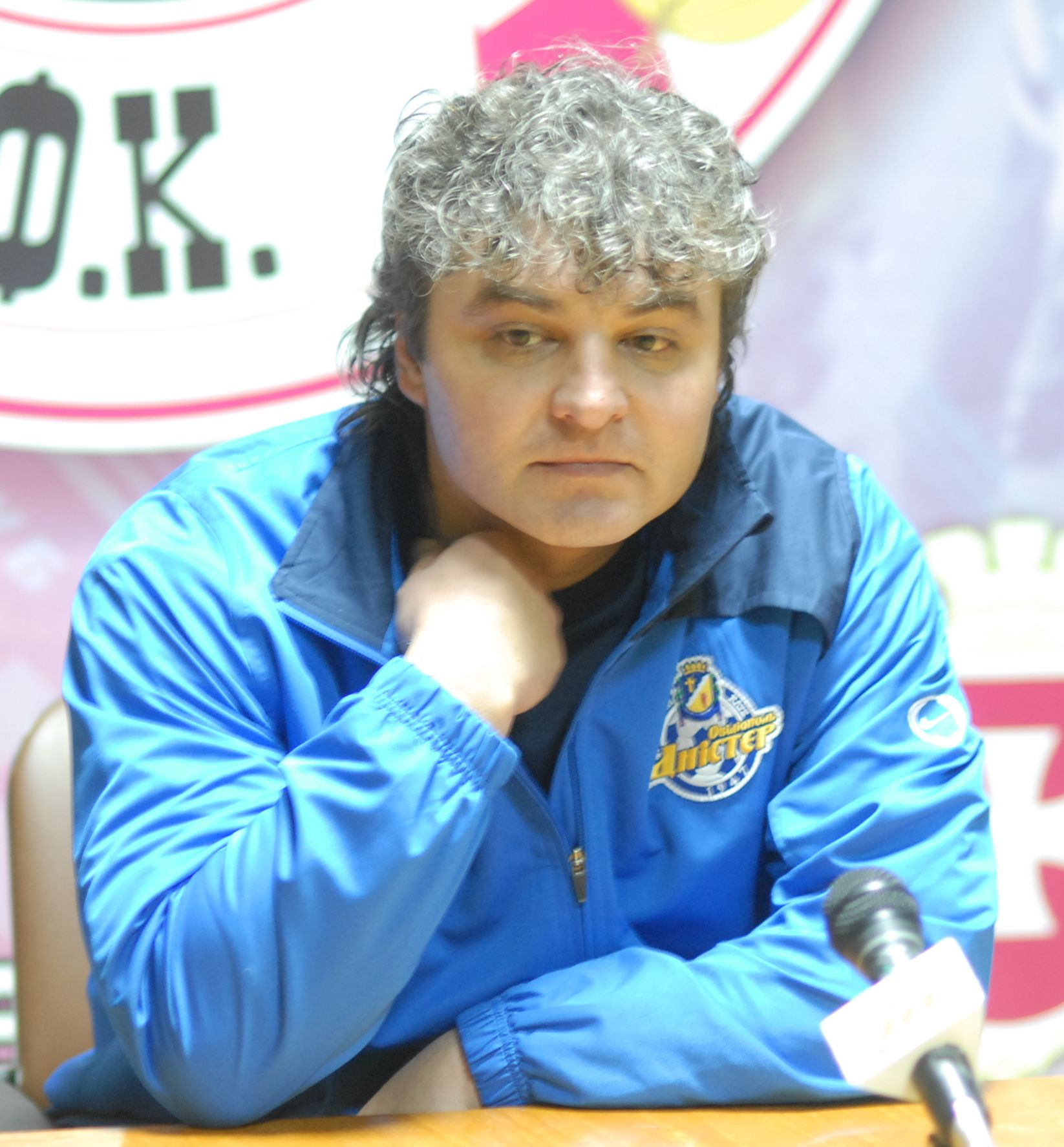
Тимерлан Гусейнов — лучший бомбардир в истории «Черноморца». Играя за «моряков» (1993—2000) он забил 87 голов в 240 официальных матчах

После своего второго вылета из высшей лиги, сезон 2000/01 гг. в первой лиге «Черноморец» встретил со значительными кадровыми пертурбациями. В его составе не оказалось таких опытных игроков, как А. Чистов (закончил выступления), Ю. Букель, О. Галстян, И. Корпонай, В. Мокан, Ю. Сак, А. Собкович, Д. Каряка, А. Спицын (перешёл на тренерскую работу), В. Сухомлинов, а уже после первых игровых дней от паровоза были отцеплены такие асы как Т. Гусейнов и В. Гапон.
Произошло кардинальное омоложение основного состава команды. В команду пришли защитник Богдан Смишко из овидиопольского «Днестра», полузащитник Александр Бредис из ильичёвского «Портовика», Сергей Згура из кишинёвского «Зимбру». Некоторые изменения произошли и в тренерском составе команды. Клуб покинул В. С. Поркуян, а на его место пришёл А. Скрипник из кишинёвского «Зимбру». Чуть позже ещё одним ассистентом главного тренера стал А. Щербаков. И. Наконечный вновь возглавил «Черноморец-2».
Решить задачу выхода в высшую лигу команде оказалось не под силу. На первый круг чемпионата Украины 2001/02 гг. за «Черноморец» были дозаявлены: защитники Руслан Гилазев из кишинёвского «Зимбру» (Молдова) и Сергей Галюза из луганской «Зари» (младший брат Ильи Галюзы), полузащитники Игорь Мигалатюк («Буковина» Черновцы) и Хусам Джиньят («Керами» Хомс, Сирия), нападающий Раафат Мохаммед («Аль Вахд» Дамаск, Сирия). Пополнение произошло и в тренерском штабе «моряков», одним из тренеров стал бывший игрок команды Леонид Гайдаржи до этого работавший в аналогичной должности в кировоградской «Звезде». Покинули «Черноморец» следующие игроки: Андрей Чернов (перешёл в «Карпаты» Львов), Вячеслав Терещенко («Оболонь» Киев), Ивайло Кирилов (уехал на лечение в Болгарию), Олег Давыдов («Полесье» Житомир), отчислены Денис Кучер, Андрей Вьюник и Денис Шудрик.
В середине первого круга Анатолия Азаренкова на посту главного тренера сменил Александр Скрипник. «Черноморец» добился поставленной цели и вернулся в премьер-лигу весной 2002 года.
В конце года команду принял известный специалист Семён Альтман. Последующие три года команда прогрессировала, вершиной этого периода можно считать сезон 2005/06, когда моряки завоевали свою третью «бронзу» в украинских чемпионатах. В тот период (2002—2008) в команде играли Александр Косырин, Андрей Кирлик, Виталий Руденко, Сергей Симоненко, Сергей Билозор, Юрий Митерев, Валентин Полтавец, Себастьян Васкес, Дамиан Хименес, Сергей Даниловский, Владимир Корытько, Максим Белецкий, Альваро Мельо и многие другие известные игроки.
«Черноморец» вновь представлял Украину на европейской арене. В сезоне 2006/07 гг. команда выступила в Кубке УЕФА, но пройдя первый квалификационный раунд (была пройдена «Висла» из Плоцка за счёт выездного гола, 0:0 дома, и 1:1 на выезде), выбыла в первом раунде уступив по сумме двух игр «Хапоэлю» из Тель-Авива (0:1 дома, и 1:3 на выезде). В сезоне 2007/08 гг. моряки приняли участие в матчах кубка Интертото (предварительная фаза кубка УЕФА). Вначале был пройден солигорский «Шахтёр» (4:2 дома, и 2:0 на выезде), однако в следующем раунде «Черноморец» уступил французскому «Лансу» (0:0 дома, и 1:3 на выезде).

### С 2010

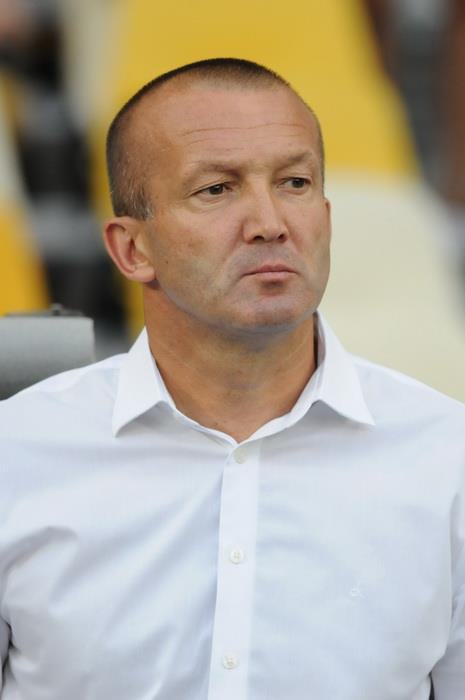
Под руководством Романа Григорчука «Черноморец» впервые в своей истории пробился в плей-офф Лиги Европы УЕФА.

После ряда успешных сезонов и ухода из клуба главного тренера С. И. Альтмана, команда покинула Премьер-лигу на сезон 2010/11. Не последнюю роль в этом сыграло и строительство новой арены. Во второй половине сезона 2010/11 в команду пришёл новый главный тренер — Роман Григорчук, под руководством которого «моряки» вернулись в элиту украинского футбола. Григорчуку удалось за два с половиной сезона создать боеспособный коллектив. В чемпионате Украины 2012/13 команда 10 туров подряд (15-24) удерживала пятое место, дававшее право на участие в Лиге Европы. Хотя к концу сезона «моряки» опустились на 6 строку турнирной таблицы, им всё же удалось попасть в еврокубки благодаря выходу в финал Кубка Украины 2012/13. Официально путёвка в еврокубки была оформлена 8 мая 2013 благодаря волевой победе в Одессе в полуфинале Кубка Украины над своим принципиальным соперником — днепропетровским «Днепром». Хотя по ходу игры «Черноморец» проигрывал, но проявил волю к победе (голы забили Пабло Фонтанельо и Леонардо де Матос), победил 2:1 и вышел в финал Кубка, где уступил донецкому «Шахтёру». В Суперкубке «Черноморец» уступил тому же «Шахтёру».
В сезоне 2013/14 «моряки» взяли очки в нескольких матчах против команд более высокого класса, одержав победу в Киеве над «Динамо» 2:1, в Одессе 1:0 над «Днепром» и сыграв вничью 0:0 в Харькове с «Металлистом». «Черноморец» сумел дойти до 1/16 финала Лиги Европы, обыграв такие клубы, как белградскую «Црвену Звезду» (3:1, 0:0), загребское «Динамо» (2:1, 2:1) и голландский ПСВ (победа в гостях 1:0). Остановил «Черноморец» многократный чемпион Франции — лионский «Олимпик» за счёт одного гола, забитого в Лионе в самом конце матча.
Финансовый кризис и политическая нестабильность в стране не позволили клубу развить успех в следующем сезоне 2014/15: «Черноморец» завершил выступления уже в третьем квалификационном раунде Лиги Европы, уступив хорватскому «Сплиту» (0:2 в гостях, и 0:0 дома). Ответный матч этого противостояния стал юбилейным, 50-м матчем одесской команды в еврокубках.
Во время зимнего трансферного окна 2014/15 команду покинули практически весь тренерский штаб и ведущие игроки клуба, а с конца декабря 2014 года команду возглавил Александр Бабич, ранее игравший за одесский клуб, бывший её капитаном и работавший до этого не один год в структуре клуба тренером молодёжных составов. Из-за войны на востоке Украины одесситы были вынуждены проводить свои весенние домашние матчи второй половины чемпионата в Киеве на стадионе «Динамо», и в Днепропетровске на стадионах «Метеор» и «Днепр-Арена», что также негативно повлияло на выступление команды в чемпионате.
17-го августа 2016 года «Черноморец» получил официальное уведомление о принятии в число членов Ассоциации европейских клубов (ЕСА). В конце декабря 2017 года клуб изменил организационно-правовую форму.
По итогам сезона-2017/18 «Черноморец» под руководством Константина Фролова, занял 11-е место в премьер-лиге, и в матчах плей-офф за право играть в УПЛ, после домашней победы со счётом 1:0, уступил 0:3 в дополнительное время ФК «Полтава». В результате клуб понизился в классе, и команду покинули большинство игроков основного состава во главе с главным тренером.
Новым главным тренером с 16 июня 2018 года стал болгарский специалист Ангел Червенков, также в тренерский штаб вошли тренер Владимир Пятенко и тренер вратарей Владимир Тименко, в одесском клубе погасили задолженности, сумели стабилизировать финансовое состояние и пригласили когорту молодых и амбициозных футболистов.
3 июля 2018 года исполком ФФУ утвердил предложение украинской футбольной Премьер-лиги о том, что в следующем сезоне вместо отказавшегося от участия в УПЛ ФК «Полтава» будет играть ФК «Черноморец». Ранее за возвращение ФК «Черноморец» в элиту единогласно проголосовали все клубы УПЛ.
В сезоне 2018/19 «Черноморец» вновь занял 11-е место и участвовал в стыковых матчах с «Колосом». Матч в Одессе закончился со счётом 0:0, матч в Ковалёвке «моряки» проиграли со счётом 0:1 и вылетели в Первую лигу.
В сезоне 2020/21 команда выиграла серебряные медали чемпионата Украины в Первой лиге и вернулась в элиту украинского футбола.

## Символика клуба

### Клубные цвета
В 1928 году официальными цветами стали синий, чёрный, белый.
| Синий | Чёрный | Белый |

### Флаг команды
|  |

### Эмблема клуба
Синий цвет (лазурь) символизирует великодушие, честность, верность и безупречность, или просто небо.

Чёрный и белый цвета обозначают две стихии: землю и воздух.

Чайка в геральдике (равно как и ласточка, соловей, павлин) обозначает гордость.

Футбольный мяч символизирует футбол, как вид спорта.
С момента основания клуба до наших дней известно несколько вариантов клубной эмблемы. Автором современной эмблемы «Черноморца» стал бывший художник стадиона ЧМП Виталий Кравцов, который эмигрировал в США в конце 90-х. Именно ему принадлежали рисунки, которые мы могли видеть на табло старого стадиона в парке Шевченко.

1958-1990

Официальная эмблема команды, используемая также УЕФА, использует государственный язык Украины — украинский. В 2016 году, в год 80-летия команды, ФК «Черноморец» представил юбилейную эмблему команды, которая 5 марта 2016 года впервые появилась на футболках игроков в матче 17-го тура чемпионата Украины 2015/16 гг., в котором «моряки» играли со львовскими «Карпатами».
|  |  |  |

### Гимн клуба
Слова и текст к гимну сочинил Валентин Куба.

### Слоган клуба
5 февраля 2018 года СМИ сообщили, что одесская команда выбрала клубный слоган — «С „Черноморцем“ бьётся сердце Одессы!».

### Форма
| 1999—2000 · домашняя | 2002—2003 · домашняя | 2004—2005 · домашняя | 2005—2007 · домашняя |  | 2008—2009 · домашняя | с лета 2010 · основная | с лета 2010 · резервная 1 | с лета 2010 · резервная 2 | 2013—2014 · резервная |

| с 25/02/2015 · домашняя | с 25/02/2015 · выездная | с 18/07/2015 · домашняя | с 18/07/2015 · выездная | с 05/03/2016 · домашняя | с 05/03/2016 · выездная | с 12/07/2017 · домашняя | с 12/07/2017 · выездная | с 18/10/2017 · выездная |

### Экипировка и спонсоры
| Период                | Титульный спонсор    |
| --------------------- | -------------------- |
| 1958—1991             | ЧМП, BLASCO          |
| 1989                  | Nisso Boeki          |
| 1992—1994             | Pony-Galaxy          |
| 1994—1997             | Reusch               |
| 1997—11/10/1998       | Puma                 |
| 12/10/1998—26/01/2015 | ИМЭКСБАНК            |
| 25/02/2015—30/06/2015 | Euphoria Trading FZE |
| 18/07/2015—11/07/2017 | ТВ канал «2+2»       |
| 12/07/2017—н.в.       | Компания «Гефест»    |

| Период            | Технический спонсор |
| ----------------- | ------------------- |
| 1970-е—1980-е гг. | Adidas              |
| 1992—1994         | Pony-Galaxy         |
| 1994—1997         | Reusch              |
| 1997—1999         | Puma                |
| 1999—2002         | Adidas              |
| 2002—2010         | Umbro               |
| 2010—2015         | Nike                |
| с 2016            | Legea               |

## Достижения

### Украинская ССР
- Чемпионат УССР
  - Чемпион: 1961
  - Серебряный призёр (3): 1936 (весна), 1939, 1962
- Кубок Украинской ССР:
  - Финалист (3): 1937, 1944, 1947

### СССР
- Чемпионат СССР
  - Бронзовый призёр: 1974
- Первая лига СССР
  - Чемпион (3): 1961, 1973, 1987
  - Серебряный призёр (2): 1949, 1962
- Кубок Федерации футбола СССР
  - Обладатель: 1990

### Украина
- Чемпионат Украины
  - Серебряный призёр (2): 1994/95, 1995/96
  - Бронзовый призёр (3): 1992/93, 1993/1994, 2005/06
- Первая лига Украины
  - Серебряный призёр (4): 1998/99, 2001/02, 2010/11,2020/21
- Кубок Украины
  - Обладатель (2): 1992, 1993/94
  - Финалист: 2012/13
- Суперкубок Украины
  - Финалист: 2013

### Международные
- Кубок Интертото
  - Финалист: 2007

### Молодёжная команда
- Первенство дублёров СССР
  - Бронзовый призёр: 1974
- Молодёжный чемпионат Украины
  - Бронзовый призёр (2): 2007, 2009

### Футбольные призы

#### СССР
- Приз «За волю к победе»: 1976-о, 1985
- Приз «За справедливую игру»: 1966, 1969 — абсолютный рекордсмен в Высшей лиге СССР и последний обладатель приза в СССР.
- Приз «Справедливой игры»: 1974, 1976-о, 1984, 1991 — абсолютный рекордсмен в Высшей лиге СССР и последний обладатель приза в СССР.
- Приз «Крупного счёта»: 1991 — последний обладатель приза в СССР.
- Приз «Гроза авторитетов»: 1980, 1982, 1984, 1991 — абсолютный рекордсмен в Высшей лиге СССР и последний обладатель приза в СССР.
- Приз «Кубок прогресса»: 1974, 1989, 1991 — рекордсмен в Высшей лиге СССР и последний обладатель приза в СССР.
- Приз «Вместе с командой»: 1984, 1989 — 2-й показатель среди обладателей приза.

### Неофициальные достижения

#### СССР
В сезоне 1974 г. «Черноморец», вернувшись в высший дивизион советского футбола, сразу стал бронзовым призёром чемпионата СССР. Такое до него удавалось лишь двум командам:
- тбилисскому «Динамо», которое выйдя весной 1936 г. в высший дивизион, стало бронзовым призёром в осеннем чемпионате СССР того же года,
- минскому «Динамо», которое вернувшись в 1953 г. в высший дивизион, стало бронзовым призёром чемпионата СССР 1954 г.

Это достижение смог превзойти лишь московский ЦСКА, который вернувшись в 1989 г. в высший дивизион, стал серебряным призёром чемпионата СССР 1990 г.

### Достижения игроков «Черноморца»

#### Украинская ССР

##### Игроки команды среди лучших футболистов УССР
| Год  | Футболист             | Место | Позиция в списке |
| ---- | --------------------- | ----- | ---------------- |
| 1959 | Юрий Заболотный       | 3     | защитник         |
| 1959 | Владимир Щегольков    | 2     | защитник         |
| 1961 | Анатолий Гурбич       | 3     | вратарь          |
| 1961 | Юрий Заболотный       | 3     | защитник         |
| 1961 | Владимир Щегольков    | 1     | защитник         |
| 1963 | Алексей Попичко       | 3     | защитник         |
| 1963 | Борис Орешников       | 2     | нападающий       |
| 1964 | Юрий Заболотный       | 3     | защитник         |
| 1964 | Анатолий Колдаков     | 3     | нападающий       |
| 1964 | Василий Москаленко    | 2     | нападающий       |
| 1965 | Юрий Заболотный       | 2     | защитник         |
| 1965 | Валерий Поркуян       | 2     | нападающий       |
| 1965 | Валерий Лобановский   | 2     | нападающий       |
| 1965 | Владимир Сак          | 3     | нападающий       |
| 1966 | Пётр Цунин            | 3     | защитник         |
| 1966 | Василий Москаленко    | 3     | полузащитник     |
| 1966 | Олег Базилевич        | 3     | нападающий       |
| 1966 | Валерий Лобановский   | 3     | нападающий       |
| 1968 | Виктор Лысенко        | 3     | защитник         |
| 1968 | Виталий Сыромятников  | 2     | защитник         |
| 1968 | Александр Шиманович   | 2     | полузащитник     |
| 1968 | Василий Москаленко    | 2     | полузащитник     |
| 1968 | Валерий Бокатов       | 2     | нападающий       |
| 1968 | Сергей Звенигородский | 2     | нападающий       |
| 1969 | Виктор Лысенко        | 2     | защитник         |
| 1969 | Стефан Решко          | 2     | защитник         |
| 1969 | Валерий Москвичев     | 3     | защитник         |
| 1969 | Виктор Прокопенко     | 3     | нападающий       |
| 1970 | Стефан Решко          | 3     | защитник         |
| 1970 | Виктор Маслов         | 2     | полузащитник     |
| 1970 | Валерий Поркуян       | 2     | нападающий       |
| 1972 | Леонид Буряк          | 3     | полузащитник     |
| 1972 | Анатолий Шепель       | 3     | нападающий       |
| 1973 | Владимир Нечаев       | 2     | защитник         |
| 1973 | Анатолий Шепель       | 2     | нападающий       |
| 1974 | Владимир Нечаев       | 3     | защитник         |
| 1974 | Вячеслав Лещук        | 2     | защитник         |
| 1974 | Владимир Григорьев    | 2     | защитник         |
| 1974 | Евгений Логвиненко    | 3     | защитник         |
| 1974 | Виталий Фейдман       | 2     | полузащитник     |
| 1974 | Владимир Макаров      | 2     | полузащитник     |
| 1975 | Вячеслав Лещук        | 3     | защитник         |
| 1976 | Владимир Нечаев       | 3     | защитник         |
| 1976 | Владимир Устимчик     | 3     | полузащитник     |
| 1976 | Александр Погорелов   | 3     | нападающий       |
| 1977 | Александр Дегтярёв    | 3     | вратарь          |
| 1977 | Вячеслав Лещук        | 3     | защитник         |
| 1977 | Виталий Шевченко      | 3     | нападающий       |
| 1978 | Юрий Роменский        | 1     | вратарь          |
| 1978 | Вячеслав Лещук        | 2     | защитник         |
| 1983 | Владимир Плоскина     | 2     | защитник         |
| 1983 | Сергей Жарков         | 2     | защитник         |
| 1983 | Владимир Финк         | 2     | нападающий       |
| 1984 | Юрий Роменский        | 2     | вратарь          |
| 1984 | Сергей Жарков         | 2     | защитник         |
| 1984 | Игорь Соколовский     | 3     | защитник         |
| 1984 | Владимир Плоскина     | 1     | защитник         |
| 1984 | Василий Ищак          | 2     | защитник         |
| 1984 | Юрий Смотрич          | 2     | полузащитник     |
| 1984 | Александр Щербаков    | 3     | полузащитник     |
| 1984 | Игорь Беланов         | 1     | нападающий       |
| 1985 | Владимир Плоскина     | 3     | защитник         |
| 1985 | Василий Ищак          | 3     | защитник         |
| 1985 | Игорь Юрченко         | 3     | полузащитник     |
| 1985 | Виктор Пасулько       | 3     | полузащитник     |
| 1988 | Сергей Третьяк        | 3     | защитник         |
| 1988 | Владимир Плоскина     | 3     | защитник         |
| 1988 | Василий Ищак          | 3     | защитник         |
| 1988 | Сергей Зирченко       | 3     | полузащитник     |
| 1991 | Виктор Гришко         | 2     | вратарь          |
| 1991 | Сергей Третьяк        | 2     | защитник         |
| 1991 | Илья Цымбаларь        | 1     | полузащитник     |
| 1991 | Юрий Никифоров        | 2     | полузащитник     |

##### Игроки команды в опросах «Футболист года УССР»
| Год  | Футболист             | Место в опросе |
| 1964 | Василий Москаленко    |                |
| 1968 | Виктор Лысенко        | 11             |
| 1968 | Сергей Звенигородский | 15             |
| 1969 | Василий Москаленко    | 13             |
| 1969 | Стефан Решко          | 27             |
| 1969 | Виктор Прокопенко     | 28             |
| 1970 | Валерий Поркуян       | 5              |
| 1973 | Анатолий Шепель       |                |
| 1974 | Владимир Макаров      | 4              |
| 1974 | Вячеслав Лещук        | 9              |
| 1974 | Виктор Зубков         | 20             |
| 1974 | Григорий Сапожников   | 21             |
| 1977 | Вячеслав Лещук        | 8              |
| 1980 | Юрий Горячев          | 4              |
| 1984 | Владимир Плоскина     | 4              |
| 1984 | Игорь Беланов         | 6              |
| 1984 | Юрий Роменский        | 12             |
| 1985 | Владимир Плоскина     | 8              |
| 1987 | Геннадий Перепаденко  | 21             |
| 1987 | Владимир Плоскина     | 22             |
| 1988 | Владимир Плоскина     | 14             |
| 1989 | Георгий Кондратьев    | 5              |
| 1990 | Иван Гецко            | 5              |
| 1990 | Георгий Кондратьев    | 14             |
| 1990 | Виктор Гришко         | 17             |
| 1991 | Илья Цымбаларь        | 6              |
| 1991 | Юрий Никифоров        | 7              |
| 1991 | Иван Гецко            | 10             |
| 1991 | Виктор Гришко         | 11             |
| 1991 | Сергей Третьяк        | 18             |
| 1991 | Олег Кошелюк          | 23             |

В составе сборной УССР в 1979 году Анатолий Дорошенко и Вячеслав Лещук стали бронзовыми призёрами Спартакиады народов СССР.

#### СССР
| Сезон | Футболист            | Место | Позиция в списке    |
| ----- | -------------------- | ----- | ------------------- |
| 1938  | Николай Табачковский | 2     | правый защитник     |
| 1968  | Виктор Лысенко       | 3     | правый полузащитник |
| 1978  | Юрий Роменский       | 2     | вратарь             |
| 1978  | Вячеслав Лещук       | 3     | левый защитник      |
| 1985  | Виктор Пасулько      | 3     | левый полусредний   |
| 1991  | Юрий Никифоров       | 2     | левый защитник      |

| Сезон | Футболист          |
| ----- | ------------------ |
| 1965  | Валерий Поркуян    |
| 1967  | Виктор Лысенко     |
| 1969  | Валерий Москвичёв  |
| 1969  | Виктор Прокопенко  |
| 1974  | Владимир Григорьев |
| 1974  | Вячеслав Лещук     |
| 1974  | Владимир Макаров   |
| 1974  | Владимир Дзюба     |

- 1969 — Василий Москаленко — обладатель приза «За самый красивый гол сезона, забитый на московских стадионах».
- 1973 — Анатолий Шепель — 1-е место в списке лучших бомбардиров чемпионата СССР среди команд 1-й лиги (38 голов).
- 1983 — Владимир Финк — 3-е место в списке лучших бомбардиров чемпионата СССР среди команд высшей лиги (15 голов).
- 1988 — Владимир Плоскина — обладатель приза «Верность клубу».
- Владимир Плоскина — 2-е место в истории чемпионатов СССР по числу забитых подряд пенальти — 23[35].

#### Украина
| Год / Сезон | Футболист             | Место | Позиция в списке     |
| 1992        | Юрий Никифоров        | 1     | защитник             |
| 1992        | Сергей Третьяк        | 1     | защитник             |
| 1992        | Виктор Яблонский      | 1     | полузащитник         |
| 1992        | Юрий Шелепницкий      | 2     | полузащитник         |
| 1992        | Юрий Сак              | 2     | полузащитник         |
| 1992        | Иван Гецко            | 1     | нападающий           |
| 1993/94     | Игорь Жабченко        | 1     | защитник             |
| 1993/94     | Тимерлан Гусейнов     | 2     | нападающий           |
| 1994/95     | Олег Суслов           | 1     | вратарь              |
| 1994/95     | Дмитрий Парфёнов      | 2     | защитник             |
| 1994/95     | Игорь Жабченко        | 2     | полузащитник         |
| 1995/96     | Олег Суслов           | 1     | вратарь              |
| 1995/96     | Василий Кардаш        | 1     | полузащитник         |
| 1995/96     | Тимерлан Гусейнов     | 1     | нападающий           |
| 2003        | Виталий Руденко       | 3     | вратарь              |
| 2003        | Андрей Кирлик         | 3     | левый полузащитник   |
| 2003        | Александр Косырин     | 2     | нападающий           |
| 2003        | Константин Балабанов  | 2     | нападающий           |
| 2004        | Андрей Кирлик         | 3     | левый полузащитник   |
| 2004        | Александр Косырин     | 2     | нападающий           |
| 2005        | Владислав Ващук       | 1     | центральный защитник |
| 2005        | Сергей Симоненко      | 3     | левый защитник       |
| 2005        | Александр Косырин     | 3     | нападающий           |
| 2006        | Сергей Симоненко      | 3     | левый защитник       |
| 2008        | Александр Косырин     | 3     | нападающий           |
| 2011        | Павел Ребенок         | 3     | левый полузащитник   |
| 2013        | Дмитрий Безотосный    | 2     | вратарь              |
| 2013        | Кирилл Ковальчук      | 3     | опорный полузащитник |
| 2013        | Алексей Антонов       | 3     | нападающий           |
| 2014        | Кирилл Ковальчук      | 2     | опорный полузащитник |
| 2015        | Владислав Калитвинцев | 3     | правый полузащитник  |
| 2016/17     | Олег Данченко         | 3     | правый защитник      |
| 2016/17     | Давид Хочолава        | 2     | центральный защитник |
| 2016/17     | Дмитрий Коркишко      | 3     | правый полузащитник  |

| Год  | Футболист            | Место в опросе |
| 1992 | Илья Цымбаларь       | 4              |
| 1992 | Юрий Никифоров       | 8              |
| 1992 | Сергей Гусев         | 13             |
| 1992 | Сергей Третьяк       | 17             |
| 1992 | Юрий Сак             | 45             |
| 1992 | Олег Суслов          | 46             |
| 1992 | Юрий Шелепницкий     | 48             |
| 1993 | Тимерлан Гусейнов    |                |
| 1993 | Игорь Жабченко       | 19             |
| 1993 | Юрий Сак             | 25             |
| 1993 | Олег Кошелюк         | 27             |
| 1993 | Юрий Букель          | 44             |
| 1994 | Тимерлан Гусейнов    | 6              |
| 1994 | Игорь Корниец        | 37             |
| 1994 | Дмитрий Парфёнов     | 39             |
| 1995 | Олег Суслов          |                |
| 1995 | Тимерлан Гусейнов    | 4              |
| 1995 | Василий Кардаш       | 10             |
| 1995 | Юрий Сак             | 31             |
| 1995 | Андрей Гашкин        | 40             |
| 1995 | Владислав Тернавский | 45             |
| 1995 | Дмитрий Парфёнов     | 57             |
| 1996 | Олег Суслов          |                |
| 1996 | Тимерлан Гусейнов    | 14             |
| 1996 | Дмитрий Парфёнов     | 20             |
| 1996 | Сергей Ковалец       | 24             |
| 1996 | Василий Кардаш       | 28             |
| 1996 | Юрий Селезнёв        | 40             |
| 1996 | Александр Зотов      | 47             |
| 1996 | Сергей Леженцев      | 52             |
| 2003 | Константин Балабанов | 18             |
| 2003 | Андрей Кирлик        | 37             |
| 2004 | Александр Косырин    | 13             |
| 2004 | Константин Балабанов | 19             |
| 2004 | Сергей Даниловский   | 28             |
| 2005 | Александр Косырин    | 10             |
| 2005 | Владислав Ващук      | 13             |
| 2006 | Андрей Кирлик        | 20             |
| 2007 | Сергей Шищенко       | 17             |
| 2008 | Александр Косырин    | 17             |
| 2008 | Сергей Шищенко       | 21             |
| 2009 | Виталий Руденко      | 26             |
| 2009 | Павел Ребенок        | 30             |

##### Лучшие в номинациях
- 1992/93 — Сергей Гусев — Лучший бомбардир чемпионата Украины (17 голов).
- 1993/94 — Тимерлан Гусейнов — Лучший бомбардир чемпионата Украины (18 голов).
- 1994/95 — Олег Суслов — Вратарь сезона Украины по итогам референдума газеты «Украинский футбол»[51].
- 1995/96 — Олег Суслов — Вратарь сезона Украины по итогам референдума газеты «Украинский футбол»[51].
- 1995/96 — Тимерлан Гусейнов — Лучший бомбардир чемпионата Украины (20 голов).
- 2004/05 — Александр Косырин — Лучший бомбардир чемпионата Украины (14 голов).
- 2004/05 — Александр Косырин стал автором «Самого быстрого гола» в матчах высшей лиги чемпионатов Украины. 1 марта 2005 года в матче 16-го тура между одесским «Черноморцем» и харьковским «Металлистом» (2:1) Косырин отличился спустя 8,9 секунд после начала поединка.
- 2013/14 — Франк Джа Джедже — обладатель приза " Самый красивый гол Чемпионата Украины ".
- 2013/14 — Дмитрий Безотосный — Лучший вратарь сезона в УПЛ по версии читателей UA-Футбол.

## Рекорды

### Командные рекорды

#### СССР

##### В чемпионатах СССР
- Самая крупная победа — 7:0 («Днепр» Днепропетровск в 1949 г., ОДО Петрозаводск в 1956 г. и «Авангард» Сормово в 1957 г.)
- Самое крупное поражение — 0:8 («Спартак» Москва в 1939 г., «Локомотив» Запорожье в 1949 г. и «Динамо» Киев в 1977 г.)
- Рекордсмен по числу выигранных призов «За справедливую игру» — 2 раза (1966, 1969)
- Рекордсмен по числу выигранных призов «Справедливой игры» — 4 раза (1974, 1976-о, 1984, 1991)
- Рекордсмен по числу выигранных призов «Кубок прогресса» — 3 раза (1974, 1989, 1991)[52]
- Рекордсмен по числу выигранных призов «Гроза авторитетов» — 4 раза (1980, 1982, 1984, 1991)
- Как обладатель приза «Гроза авторитетов», в матчах чемпионата СССР 1984 г. против призёров первенства, набрал 9 очков из 12. Данный результат является абсолютным рекордом чемпионатов СССР, с момента вручения приза «Гроза авторитетов»[53].
- По итогам сезона 1974 г. сразу 4 игрока «Черноморца» (Владимир Григорьев, Вячеслав Лещук, Владимир Макаров и Владимир Дзюба) удостоились приза «Лучшие дебютанты сезона». Это является абсолютным рекордом для всех команд, представители которых удостаивались данного трофея.

##### В розыгрышах Кубка СССР
- Самая крупная победа — 7:0 («Красное знамя» Орехово-Зуево в 1937 г.)
- Самое крупное поражение — 0:4 («Динамо» Киев в 1936 г.)

#### Украина

##### В чемпионатах Украины
- Самая крупная победа — 6:0 («Нива» Винница в 1992, «Буковина» Черновцы в 1998/99 и «Прикарпатье» Ивано-Франковск в 2000/01)
- Самое крупное поражение — 1:8 («Динамо-2» Киев в 1998/99 , Первая лига)

##### В розыгрышах Кубка Украины
- Самая крупная победа — 7:0 («Карпаты» Мукачево в 1996/97 и «Факел» Ивано-Франковск в 2004/05)
- Самое крупное поражение — 0:4 («Динамо» Киев в 2013/14, «Днепр» Днепропетровск в 2014/2015).

#### В клубных турнирах УЕФА
- Самая крупная победа — 7:1 («Вадуц» Лихтенштейн в 1992/93).
- Самое крупное поражение — 0:4 («Ланс» Франция в 1995/96).

### Рекорды игроков

#### СССР
- В чемпионатах СССР больше всего игр провёл — Владимир Плоскина (419).
- В розыгрышах Кубка СССР больше всего игр провёл — Владимир Плоскина (41).
- Лучший бомбардир в чемпионатах СССР — Константин Фурс (82 мяча).
- Лучший бомбардир в розыгрышах Кубка СССР — Леонид Орехов (10 мячей).
- Наибольшее количество голов в одном сезоне: 16 — Владимир Финк, сезон 1983.

#### Украина
- В чемпионатах Украины больше всего игр провёл — Виталий Колесниченко (224).
- В розыгрышах Кубка Украины больше всего игр провёл — Дмитрий Парфёнов (27).
- Лучший бомбардир в чемпионатах Украины — Тимерлан Гусейнов (79 мячей).
- Лучший бомбардир в розыгрышах Кубка Украины — Александр Косырин (7 мячей).
- Наибольшее количество голов в одном сезоне: 21 — Тимерлан Гусейнов, сезон 1995/96.
- Наибольшее количество голов в одном матче: 4 — Юрий Никифоров, сезон 1992/93.

#### В клубных турнирах УЕФА
- Наибольшее число игр (15) провели Юрий Букель, Алексей Гай, Кирилл Ковальчук[54].
- Лучший бомбардир — Юрий Никифоров (4 мяча в 7 играх)[54][55].

### Игроки-рекордсмены

#### Игроки с наибольшим количеством матчей (200 и больше)
| #     | Имя                  | Годы                        | Чемпионат | Кубок | Еврокубки | Прочие | Всего |
| ----- | -------------------- | --------------------------- | --------- | ----- | --------- | ------ | ----- |
| 1     | Владимир Плоскина    | 1975—1988                   | 419       | 41    | 6         | 7      | 473   |
| 2     | Василий Ищак         | 1977—1990                   | 362       | 33    | 8         | 15     | 418   |
| 3     | Вячеслав Лещук       | 1973—1983                   | 313       | 34    | 2         | -      | 349   |
| 4     | Владимир Нечаев      | 1968, 1970—1976, 1978, 1979 | 253       | 30    | 2         | -      | 285   |
| 5     | Виктор Зубков        | 1967—1975                   | 258       | 23    | 2         | -      | 283   |
| 6     | Виктор Гришко        | 1985—1992, 1999—2000        | 239       | 16    | 8         | 11     | 274   |
| 7     | Владимир Дерябин     | 1959—1967                   | 246       | 15    | -         | -      | 261   |
| 8     | Виталий Колесниченко | 1991, 1994—2003             | 224       | 22    | 6         | -      | 252   |
| 9—10  | Николай Хижников     | 1936—1940, 1945—1950        | 230       | 18    | -         | -      | 248   |
| 9—10  | Василий Москаленко   | 1956—1957, 1963—1970        | 233       | 15    | -         | -      | 248   |
| 11    | Владимир Устимчик    | 1973—1981                   | 222       | 21    | 2         | -      | 245   |
| 12—13 | Сергей Жарков        | 1977, 1980—1988             | 216       | 20    | 1         | 3      | 240   |
| 12—13 | Тимерлан Гусейнов    | 1993—2000                   | 204       | 25    | 11        | -      | 240   |
| 14    | Виталий Сыромятников | 1966—1973                   | 221       | 15    | -         | -      | 236   |
| 15    | Виталий Руденко      | 1999—2010                   | 198       | 17    | 6         | -      | 221   |
| 16    | Сергей Третьяк       | 1984—1992                   | 183       | 21    | 4         | 10     | 218   |
| 17    | Юрий Заболотный      | 1959—1962, 1964—1967        | 207       | 10    | -         | -      | 217   |
| 18    | Виталий Фейдман      | 1970, 1971, 1973—1978       | 202       | 13    | -         | -      | 215   |
| 19    | Георгий Городенко    | 1955, 1957—1965             | 206       | 8     | -         | -      | 214   |
| 20    | Владимир Кулагин     | 1953—1960                   | 208       | 4     | -         | -      | 212   |
| 21—22 | Константин Фурс      | 1956—1964                   | 203       | 7     | -         | -      | 210   |
| 21—22 | Юрий Букель          | 1989—1997, 1999—2000        | 167       | 27    | 15        | 1      | 210   |
| 23    | Александр Щербаков   | 1983—1985, 1987—1991, 1993  | 186       | 10    | 4         | 9      | 209   |
| 24    | Дмитрий Парфёнов     | 1991—1997                   | 164       | 30    | 14        | -      | 208   |

#### Игроки с наибольшим количеством забитых голов (50 и больше)
| # | Имя                | Годы                | Чемпионат | Кубок | Еврокубки | Прочие | Всего |
| - | ------------------ | ------------------- | --------- | ----- | --------- | ------ | ----- |
| 1 | Тимерлан Гусейнов  | 1993—2000           | 79        | 6     | 2         | -      | 87    |
| 2 | Константин Фурс    | 1956—1964           | 82        | 1     | -         | -      | 83    |
| 3 | Анатолий Шепель    | 1971—1973 1978—1979 | 76        | 5     | -         | -      | 81    |
| 4 | Василий Москаленко | 1955—1956 1963—1970 | 64        | 5     | -         | -      | 69    |
| 5 | Анатолий Колдаков  | 1959—1964           | 59        | 4     | -         | -      | 63    |
| 6 | Леонид Орехов      | 1936—1941 1945—1946 | 51        | 10    | -         | -      | 61    |
| 7 | Владимир Плоскина  | 1975—1988           | 51        | 7     | -         | 1      | 59    |
| 7 | Александр Косырин  | 2002—2005 2008—2010 | 52        | 7     | -         | -      | 59    |

## Статистика выступлений
С 1936 по 1991 гг. выступал в чемпионатах и розыгрышах кубка СССР по футболу.
С 1992 года — в чемпионатах и розыгрышах кубка Украины по футболу.

### СССР
В чемпионатах СССР
- Участвовал в 52 чемпионатах СССР (1936—1941, 1945—1950, 1953—1991 гг.): 1532 игры, 625 побед, 404 ничьи, 503 поражения, разность мячей 2049—1793.
- Наивысшее достижение — третье место в чемпионате СССР 1974 г.

В розыгрышах кубка СССР
- 135 игр, 62 победы, 23 ничьи, 50 поражений, разность мячей 194—159.
- Наивысшее достижение — выход в полуфинал (1966 г.)

### Украина
В чемпионатах Украины
После сезона 2019/20 гг
| Дивизион | Период                                       | И   | В   | Н   | П   | МЗ  | МП  | РМ   | O   | Бомбардиры            |
| -------- | -------------------------------------------- | --- | --- | --- | --- | --- | --- | ---- | --- | --------------------- |
| высший   | 1992—1998, 1999/2000, 2002—2010, 2011—2019   | 716 | 267 | 178 | 271 | 794 | 835 | — 41 | 712 | 1. Т. Гусейнов — 66   |
| первый   | 1998/1999, 2000—2002, 2010/2011, 2019 — н.в. | 170 | 91  | 34  | 45  | 262 | 150 | 112  | 187 | 1.О. Голоколосов — 15 |

- Наивысшее достижение — вице-чемпионы Украины в высшей лиге 1994/95 и 1995/96 гг.

В розыгрышах кубка Украины
После сезона 2019/20 гг.
| Период     | И  | В  | Н  | П  | МЗ  | МП | РМ | O   | Бомбардиры      |
| ---------- | -- | -- | -- | -- | --- | -- | -- | --- | --------------- |
| 1992—н. в. | 95 | 45 | 12 | 38 | 152 | 96 | 56 | 102 | 1.О. Косырин −7 |

- Наивысшее достижение — обладатель кубка Украины 1992 и 1993/94 гг.

### В клубных турнирах УЕФА
| Сезон   | Турнир                   | Стадия                     | Страна            | Соперник                | 1-й матч | 2-й матч           | Общий счёт |
| ------- | ------------------------ | -------------------------- | ----------------- | ----------------------- | -------- | ------------------ | ---------- |
| 1975/76 | Кубок УЕФА               | 1/32 финала                | Флаг Италии       | «Лацио» Рим             | 1:0 (Д)  | 0:3 д.в. (Г)       | 1-3        |
| 1985/86 | Кубок УЕФА               | 1/32 финала                | Флаг Германии     | «Вердер» Бремен         | 2:1 (Д)  | 2:3 (Г)            | 4-4        |
| 1985/86 | Кубок УЕФА               | 1/16 финала                | Флаг Испании      | «Реал» Мадрид           | 1:2 (Г)  | 0:0 (Д)            | 1-2        |
| 1990/91 | Кубок УЕФА               | 1/32 финала                | Флаг Норвегии     | «Русенборг» Тронхейм    | 3:1 (Д)  | 1:2 (Г)            | 4-3        |
| 1990/91 | Кубок УЕФА               | 1/16 финала                | Флаг Франции      | «Монако»                | 0:0 (Д)  | 0:1 (Г)            | 0-1        |
| 1992/93 | Кубок обладателей кубков | ПР                         | Флаг Лихтенштейна | ФК «Вадуц»              | 5:0 (Г)  | 7:1 (Д)            | 12-1       |
| 1992/93 | Кубок обладателей кубков | 1/16 финала                | Флаг Греции       | «Олимпиакос» Пирей      | 1:0 (Г)  | 0:3 (Д)            | 1-3        |
| 1994/95 | Кубок обладателей кубков | 1/16 финала                | Флаг Швейцарии    | «Грассхоппер» Цюрих     | 0:3 (Г)  | 1:0 (Д)            | 1-3        |
| 1995/96 | Кубок УЕФА               | ПР                         | Флаг Мальты       | «Хибернианс» Паола      | 5:2 (Г)  | 2:0 (Д)            | 7-2        |
| 1995/96 | Кубок УЕФА               | 1/32 финала                | Флаг Польши       | «Видзев» Лодзь          | 1:0 (Д)  | 0:1 (6:5 п.п.) (Г) | 1-1        |
| 1995/96 | Кубок УЕФА               | 1/16 финала                | Флаг Франции      | РСК «Ланс»              | 0:0 (Д)  | 0:4 (Г)            | 0-4        |
| 1996/97 | Кубок УЕФА               | КР                         | Флаг Финляндии    | ХИК Хельсинки           | 2:2 (Г)  | 2:0 (Д)            | 4-2        |
| 1996/97 | Кубок УЕФА               | 1/32 финала                | Флаг Румынии      | «Национал» Бухарест     | 0:0 (Д)  | 0:2 (Г)            | 0-2        |
| 2006/07 | Кубок УЕФА               | 2КР                        | Флаг Польши       | «Висла» Плоцк           | 0:0 (Д)  | 1:1 (Г)            | 1-1        |
| 2006/07 | Кубок УЕФА               | 1Р                         | Флаг Израиля      | «Хапоэль» Тель-Авив     | 0:1 (Д)  | 1:3 (Г)            | 1-4        |
| 2007/08 | Кубок Интертото          | 2Р                         | Флаг Беларуси     | «Шахтёр» Солигорск      | 4:2 (Д)  | 2:0 (Г)            | 6-2        |
| 2007/08 | Кубок Интертото          | 3Р                         | Флаг Франции      | РСК «Ланс»              | 0:0 (Д)  | 1:3 (Г)            | 1-3        |
| 2013/14 | Лига Европы УЕФА         | 2КР                        | Флаг Молдовы      | «Дачия» Кишинёв         | 2:0 (Д)  | 1:2 (Г)            | 3-2        |
| 2013/14 | Лига Европы УЕФА         | 3КР                        | Флаг Сербии       | «Црвена Звезда» Белград | 3:1 (Д)  | 0:0 (Г)            | 3-1        |
| 2013/14 | Лига Европы УЕФА         | ПОР                        | Флаг Албании      | «Скендербеу» Корча      | 1:0 (Д)  | 0:1 (7:6 п.п.) (Г) | 1-1        |
| 2013/14 | Лига Европы УЕФА         | Групповой этап. Группа «В» | Флаг Хорватии     | «Динамо» Загреб         | 2:1 (Г)  | 2:1 (Д)            | 4-2        |
| 2013/14 | Лига Европы УЕФА         | Групповой этап. Группа «В» | Флаг Нидерландов  | ПСВ Эйндховен           | 0:2 (Д)  | 1:0 (Г)            | 1-2        |
| 2013/14 | Лига Европы УЕФА         | Групповой этап. Группа «В» | Флаг Болгарии     | «Лудогорец» Разград     | 0:1 (Д)  | 1:1 (Г)            | 1-2        |
| 2013/14 | Лига Европы УЕФА         | 1/16 финала                | Флаг Франции      | «Лион»                  | 0:0 (Д)  | 0:1 (Г)            | 0-1        |
| 2014/15 | Лига Европы УЕФА         | 3КР                        | Флаг Хорватии     | РФК «Сплит»             | 0:2 (Г)  | 0:0 (Д)            | 0-2        |

После сезона 2014/2015
| Период    | И  | В  | Н  | П  | МЗ | МП | РМ | O  | %O   |
| --------- | -- | -- | -- | -- | -- | -- | -- | -- | ---- |
| 1975—2014 | 50 | 19 | 12 | 19 | 58 | 54 | +4 | 50 | 50,0 |

- Наивысшее достижение — финалист Кубка Интертото 2007 года, участие в 1/16 финала Лиги Европы УЕФА[67] (1985/86, 1990/91, 1995/96, весна 2013/14) и Кубка обладателей кубков УЕФА (1992/93, 1994/95).

## Состав команды
| 1  | Флаг Украины              | Вр  | Вадим Ющишин               | 1999 |  |  |  |  |  |
| 12 | Флаг Нигерии              | Вр  | Чиджиоке Аниагбосо         | 2004 |  |  |  |  |  |
| 71 | Флаг Украины              | Вр  | Ян Вечный                  | 1997 |  |  |  |  |  |
| 99 | Флаг Украины              | Вр  | Даниил Пирожок             | 2005 |  |  |  |  |  |
|    |                           |     |                            |      |  |  |  |  |  |
| 3  | Флаг Украины              | Защ | Виталий Ермаков            | 1992 |  |  |  |  |  |
| 4  | Флаг Украины              | Защ | Магомед Кратов             | 2004 |  |  |  |  |  |
| 13 | Флаг Украины              | Защ | Александр Осман            | 1996 |  |  |  |  |  |
| 22 | Флаг Боснии и Герцеговины | Защ | Владимир Арсич             | 2001 |  |  |  |  |  |
| 24 | Флаг Гамбии               | Защ | Мозес Джарджу              | 2003 |  |  |  |  |  |
| 27 | Флаг Украины              | Защ | Тимофей Сухарь             | 1999 |  |  |  |  |  |
| 30 | Флаг Украины              | Защ | Юрий Романюк               | 1997 |  |  |  |  |  |
| 39 | Флаг Украины              | Защ | Евгений Скиба              | 2003 |  |  |  |  |  |
| 44 | Флаг Украины              | Защ | Ярослав Ракицкий (капитан) | 1989 |  |  |  |  |  |
| 95 | Флаг Украины              | Защ | Максим Лопырёнок           | 1995 |  |  |  |  |  |
|    |                           |     |                            |      |  |  |  |  |  |
| 6  | Флаг Украины              | ПЗ  | Александр Скляр            | 1991 |  |  |  |  |  |

| 7  | Флаг Украины  | ПЗ  | Ростислав Русин     | 1995 |  |  |  |  |  |
| 8  | Флаг Гамбии   | ПЗ  | Мухаммед Джоуб      | 2004 |  |  |  |  |  |
| 16 | Флаг Украины  | ПЗ  | Богдан Билошевский  | 2000 |  |  |  |  |  |
| 17 | Флаг Украины  | ПЗ  | Иван Когут          | 1998 |  |  |  |  |  |
| 18 | Флаг Грузии   | ПЗ  | Георгий Робакидзе   | 2005 |  |  |  |  |  |
| 19 | Флаг Украины  | ПЗ  | Николай Когут       | 1998 |  |  |  |  |  |
| 22 | Флаг Украины  | ПЗ  | Евгений Рязанцев    | 2002 |  |  |  |  |  |
| 28 | Флаг Украины  | ПЗ  | Артём Габелок       | 1995 |  |  |  |  |  |
| 32 | Флаг Украины  | ПЗ  | Артём Присяжнюк     | 2005 |  |  |  |  |  |
| 33 | Флаг Украины  | ПЗ  | Александр Пшеничнюк | 2006 |  |  |  |  |  |
| 70 | Флаг Бразилии | ПЗ  | Жуан Нето           | 2003 |  |  |  |  |  |
| 80 | Флаг Панамы   | ПЗ  | Анель Райс          | 2006 |  |  |  |  |  |
|    |               |     |                     |      |  |  |  |  |  |
| 9  | Флаг Украины  | Нап | Алексей Хобленко    | 1994 |  |  |  |  |  |
| 10 | Флаг Украины  | Нап | Владислав Кулач     | 1993 |  |  |  |  |  |
| 11 | Флаг Украины  | Нап | Кирилл Попов        | 2003 |  |  |  |  |  |

## Трансферы 2025/26
| Поз. | Игрок               | Прежний клуб      |
| ---- | ------------------- | ----------------- |
| ПЗ   | Николай Когут***    | Левый берег       |
| Нап  | Владислав Кулач***  | Ворскла           |
| Защ  | Александр Осман***  | Оболонь           |
| ПЗ   | Иван Когут***       | Левый берег       |
| Защ  | Максим Лопырёнок*** | Буковина          |
| ПЗ   | Евгений Рязанцев*** | Минай             |
| Защ  | Юрий Романюк***     | Прикарпатье       |
| ПЗ   | Александр Скляр***  | Ворскла           |
| Защ  | Тимофей Сухарь***   | Колос (Ковалёвка) |
| Вр   | Вадим Ющишин***     | Ворскла           |
| ПЗ   | Мухаммед Джоуб***   | Полесье (Житомир) |
| ПЗ   | Ростислав Русин***  | Металлист 1925    |

| Поз. | Игрок                | Прежний клуб      |
| ---- | -------------------- | ----------------- |
| Вр   | Артур Рудько***      |                   |
| Защ  | Роман Савченко**     | Шахтёр (Донецк)   |
| Защ  | Лука Лацабидзе**     | Шахтёр (Донецк)   |
| ПЗ   | Хусрав Тоиров**      | Шахтёр (Донецк)   |
| ПЗ   | Кирилл Сигеев**      | Шахтёр (Донецк)   |
| Защ  | Райан**              | Баия              |
| Защ  | Даниил Удод**        | Шахтёр (Донецк)   |
| ПЗ   | Евгений Янович**     | Шахтёр (Донецк)   |
| ПЗ   | Михаил Хромей**      | Шахтёр (Донецк)   |
| ПЗ   | Иван Петряк**        | Шахтёр (Донецк)   |
| ПЗ   | Эмиль Мустафаев**    | Полесье (Житомир) |
| ПЗ   | Богдан Панчишин**    | Полесье           |
| ПЗ   | Игорь Когут**        | Металлист 1925    |
| Защ  | Ярослав Кисиль       | ЛНЗ               |
| ПЗ   | Денис Янаков***      | Эпицентр          |
| Нап  | Денис Безбородько*** | Кудровка          |
| Защ  | Кайо Гомес***        | Бруски            |
| ПЗ   | Йон Шпорн***         |                   |
| Защ  | Богдан Бутко***      |                   |
| Нап  | Илья Шевцов***       |                   |

* В аренду. 

** Из аренды. 

*** Свободный агент.

## Персоналии

### Руководство
| Должность            | Имя             |
| -------------------- | --------------- |
| Почётный президент   | Леонид Климов   |
| Генеральный директор | Анатолий Мисюра |

### Тренерский штаб
| Должность       | Имя              |
| --------------- | ---------------- |
| Главный тренер  | Александр Бабич  |
| Тренер          | Владимир Белаков |
| Тренер          | Сергей Сизихин   |
| Тренер          | Сергей Политыло  |
| Тренер вратарей | Андрей Глущенко  |
| Тренер-аналитик | Орест Дмытерко   |
| Администратор   | Игорь Печёный    |

### Юношеская команда
- Старший тренер: Анатолий Диденко
- Тренер: Виталий Старовик
- Тренер вратарей: Евгений Боровик
- Тренер по физподготовке: Виктория Самар
- Тренер-аналитик: Сергей Аристархов
- Администратор: Игорь Быцкало

### Президенты клуба
- 1989—1991 — Юрий Заболотный
- 1992—1995 — Вячеслав Лещук
- 1995—1997 — Григорий Бибергал
- 1997—1998 — Пётр Найда
- с 1998 года — Леонид Климов[69]

### Главные тренеры
- Сокращения/обозначения: ПЛ — премьер-лига, ВЛ — высшая лига, 1Л — первая лига, 2Л — вторая лига, (1/2) — голы/матчи

#### СССР
| Период                                  | Имя                                       | Достижения                                                                                                   |
| --------------------------------------- | ----------------------------------------- | --- |
| 1936                                    | Арон Коген                                | 3 место, группа «В», СССР 1936 (весна)                                                                       |
| 1937—1939                               | Герман Бланк                              | 1 место, группа «В», СССР 1937, Финалист Кубка Украинской ССР 1937, Полуфиналист Кубка Украинской ССР 1938.  |
| 1939                                    | Илья Лапидус                              | Серебряный призёр УССР, 1939, Финалист Кубка Украинской ССР 1939                                             |
| 1940                                    | Владимир Козырский                        | |
| 1941                                    | Юрий Ходотов                              | |
| 1942—1944                               | Союз Советских Социалистических Республик | Финалист Кубка Украинской ССР 1944                                                                           |
| 1945                                    | Аким Фомин                                | Полуфиналист Кубка Украинской 1945                                                                           |
| 1946                                    | Константин Щегоцкий                       | |
| 1947                                    | Пётр Ананьев                              | 3 место, 2 группа, украинская зона 1947, Финалист Кубка Украинской ССР 1947                                  |
| 1947—1950 (август)                      | Аким Фомин                                | 3 место, 2 группа, украинская зона 1947 1 место, 2 группа, Украинская зона 1949 г.                           |
| 1950 (август — октябрь)                 | Николай Хижников                          | |
| 1951—1952                               |                                           | |
| 1953—1954                               | Алексей Костылев                          | 3 место, Класс «Б», 2 подгруппа 1953                                                                         |
| 1955                                    | Аким Фомин                                | Полуфиналист Кубка Украинской ССР 1955                                                                       |
| 1955—1956                               | Гайк Андриасян                            | |
| 1956—1958 (до октября)                  | Пётр Ступаков                             | |
| 1958 (октябрь)                          | Борис Галинский                           | |
| 1959—1962                               | Анатолий Зубрицкий                        | 1 место, Класс «Б», 1 зона Украины 1961 1 место, Класс «Б», 1 зона Украины 1962 Серебряный призёр УССР, 1962 |
| 1963                                    | Всеволод Бобров                           | |
| 1964 (до августа)                       | Владимир Горохов                          | 2-е место, 2 группа, Класс «А», 1 подгруппа                                                                  |
| 1964 (с августа) — 1967 (до апреля)     | Юрий Войнов                               | 1/2 финала в кубке СССР 1965/66                                                                              |
| 1967 (апрель — сентябрь)                | Валентин Фёдоров                          | |
| 1967 (октябрь — ноябрь), 1971 (до июля) | Николай Морозов                           | |
| 1968—1970                               | Сергей Шапошников                         | |
| 1971 (с июля) — 1973 (до июня)          | Анатолий Зубрицкий                        | 3-е место в первой лиге 1971 3-е место в первой лиге 1972 Полуфиналист Кубка Украинской ССР 1972             |
| 1973 (с июня) — 1977 (до июня)          | Ахмед Алескеров                           | Чемпионы СССР среди команд первой лиги 1973 3-е место в чемпионате СССР 1974                                 |
| 1977 (с июня) — 1979 (до августа)       | Анатолий Зубрицкий                        | |
| 1979 (август — ноябрь)                  | Виктор Зубков / Виктор Прокопенко         | |
| 1980—1981                               | Никита Симонян                            | |
| 1982—1986 (до октября)                  | Виктор Прокопенко                         | |
| 1986 (октябрь — ноябрь)                 | Семён Альтман                             | |
| 1987—1988 (до июня)                     | Анатолий Полосин                          | Чемпионы СССР среди команд первой лиги 1987                                                                  |
| 1988 (с июня)                           | Юрий Заболотный                           | |
| 1989—1992                               | Виктор Прокопенко                         | Кубок федерации футбола СССР 1990                                                                            |

#### Украина
| Период                             | Имя                          | Достижения |
| ---------------------------------- | ---------------------------- | --- |
| 1992 — 20 июня 1994                | Виктор Прокопенко            | Кубок Украины 1992 Кубок Украины 1993/94 3-е место в чемпионате Украины 1992/93 3-е место в чемпионате Украины 1993/94                       |
| 10 июля 1994 — 7 июня 1998         | Леонид Буряк                 | 1/2 финала кубка Украины 1994/95 2-е место в чемпионате Украины 1994/95 2-е место в чемпионате Украины 1995/96                               |
| 8 июня 1998 — 26 октября 1998      | Владимир Козеренко           | |
| 27 октября 1998 — 16 августа 1999  | Александр Голоколосов        | 2-е место в чемпионате Украины 1998/99 (1Л)                                                                                                  |
| 17 августа 1999 — 31 августа 1999  | Валерий Мельник              | |
| 3 сентября 1999 — 15 августа 2001  | Анатолий Азаренков           | |
| 15 августа 2001 — 30 сентября 2002 | Александр Скрипник           | 2-е место в чемпионате Украины 2001/02 (1Л)                                                                                                  |
| 30 сентября 2002 — 9 февраля 2003  | Леонид Гайдаржи              | |
| 9 февраля 2003 — 22 июня 2007      | Семён Альтман                | 1/2 финала кубка Украины 2003/04 3-е место в чемпионате Украины 2005/06                                                                      |
| 22 июня 2007 — 26 июня 2007        | Виктор Догадайло (и. о.)     | |
| 27 июня 2007 — 4 ноября 2008       | Виталий Шевченко             | Финал Кубка Интертото 2007 1/2 финала кубка Украины 2007/08                                                                                  |
| 4 ноября 2008 — 9 августа 2009     | Виктор Гришко                | |
| 10 августа 2009 — 30 августа 2009  | Игорь Наконечный (и. о.)     | |
| 1 сентября 2009 — 13 мая 2010      | Андрей Баль                  | |
| 13 мая 2010 — 15 ноября 2010       | Игорь Наконечный (и. о.)     | |
| 16 ноябрь 2010 — 16 декабря 2014   | Роман Григорчук              | 2-е место в чемпионате Украины 2010/11 (1Л) Финалист Кубка Украины 2012/13 Финалист Суперкубка Украины 2013 1/2 финала кубка Украины 2013/14 |
| 17 декабря 2014 — 27 февраля 2017  | Александр Бабич (и. о.)      | |
| 27 февраля 2017 — 21 августа 2017  | Александр Бабич              | |
| 22 августа 2017 — 27 августа 2017  | Александр Грановский (и. о.) | |
| 30 августа 2017 — 3 сентября 2017  | Алексей Чистяков (и. о.)     | |
| 4 сентября — 22 декабря 2017       | Олег Дулуб                   | |
| 23 декабря 2017 — 12 июня 2018     | Константин Фролов            | |
| 13 июня 2018 — 15 сентября 2019    | Ангел Червенков              | |
| 16 сентября 2019 — 12 октября 2019 | Виталий Старовик (и. о.)     | |
| 14 октября 2019 — 28 апреля 2020   | Остап Маркевич               | |
| с 12 мая 2020                      | Сергей Ковалец               | |

### Капитаны команды

#### СССР
| Период | Капитан                    | Матчи (как капитан) | Матчи (как капитан) | Матчи (как капитан) | Матчи (как капитан) | Матчи (как капитан) |
| ------ | -------------------------- | ------------------- | ------------------- | ------------------- | ------------------- | ------------------- |
| Период | Капитан                    | Чемпионат           | Нац. кубок          | Еврокубки           | Прочие              | Всего               |
| 1963   | Владимир Дерябин           | 31                  |                     |                     |                     | 31                  |
| 1963   | Анатолий Колдаков          | 2                   | 1                   |                     |                     | 3                   |
| 1963   | Алексей Попичко            | 1                   |                     |                     |                     | 1                   |
| 1964   | Юрий Заболотный            | 35                  | 3                   |                     |                     | 38                  |
| 1964   | Владимир Дерябин           | 3                   |                     |                     |                     | 3                   |
| 1965   | Юрий Заболотный            | 32                  |                     |                     |                     | 32                  |
| 1965   | Александр Медакин          |                     | 1                   |                     |                     | 1                   |
| 1966   | Валерий Лобановский        | 18                  | 2                   |                     |                     | 20                  |
| 1966   | Юрий Заболотный            | 12                  | 2                   |                     |                     | 14                  |
| 1966   | Виктор Каневский           | 4                   |                     |                     |                     | 4                   |
| 1966   | Василий Москаленко         | 1                   |                     |                     |                     | 1                   |
| 1966   | Вячеслав Архипенко         | 1                   |                     |                     |                     | 1                   |
| 1967   | Юрий Заболотный            | 16                  | 2                   |                     |                     | 18                  |
| 1967   | Сергей Звенигордский       | 9                   | 2                   |                     |                     | 11                  |
| 1967   | Василий Москаленко         | 2                   |                     |                     |                     | 2                   |
| 1967   | Владимир Дерябин           | 3                   |                     |                     |                     | 3                   |
| 1967   | Виталий Сыромятников       | 6                   |                     |                     |                     | 6                   |
| 1968   | Василий Москаленко         | 31                  |                     |                     |                     | 31                  |
| 1968   | Иштван Секеч               | 6                   |                     |                     |                     | 6                   |
| 1968   | Сергей Звенигордский       |                     | 1                   |                     |                     | 1                   |
| 1969   | Василий Москаленко         | 28                  | 1                   |                     |                     | 29                  |
| 1969   | Иштван Секеч               | 3                   | 1                   |                     |                     | 4                   |
| 1970   | Стефан Решко               | 22                  |                     |                     |                     | 22                  |
| 1970   | Василий Москаленко         | 10                  | 3                   |                     |                     | 13                  |
| 1971   | Виктор Маслов              | 26                  | 2                   |                     |                     | 28                  |
| 1971   | Александр Шиманович        | 2                   |                     |                     |                     | 2                   |
| 1971   | Иштван Секеч               | 13                  |                     |                     |                     | 13                  |
| 1972   | Виктор Зубков              | 35                  | 4                   |                     |                     | 39                  |
| 1973   | Владимир Нечаев            | 38                  | 5                   |                     |                     | 43                  |
| 1973   | Анатолий Шепель            |                     | 1                   |                     |                     | 1                   |
| 1974   | Владимир Нечаев            | 21                  | 4                   |                     |                     | 25                  |
| 1974   | Владимир Макаров           | 5                   |                     |                     |                     | 5                   |
| 1974   | Виталий Фейдман            | 4                   |                     |                     |                     | 4                   |
| 1975   | Владимир Нечаев (1-й круг) | 15                  | 1                   | 2                   |                     | 18                  |
| 1975   | Вячеслав Лещук (2-й круг)  | 15                  |                     |                     |                     | 15                  |
| 1976   | Владимир Нечаев            | 28                  | 2                   |                     |                     | 30                  |
| 1976   | Вячеслав Лещук             | 2                   |                     |                     |                     | 2                   |
| 1977   | Вячеслав Лещук             | 27                  | 1                   |                     |                     | 28                  |
| 1977   | Виталий Фейдман            | 3                   |                     |                     |                     | 3                   |
| 1978   | Вячеслав Лещук             | 30                  | 4                   |                     |                     | 34                  |
| 1979   | Вячеслав Лещук             | 23                  | 5                   |                     |                     | 28                  |
| 1979   | Владимир Нечаев            | 3                   |                     |                     |                     | 3                   |
| 1979   | Владимир Плоскина          | 8                   |                     |                     |                     | 8                   |
| 1980   | Вячеслав Лещук             | 30                  | 5                   |                     |                     | 35                  |
| 1980   | Владимир Плоскина          | 2                   |                     |                     |                     | 2                   |
| 1980   | Вячеслав Головин           | 2                   |                     |                     |                     | 2                   |
| 1981   | Вячеслав Лещук             | 22                  | 5                   |                     |                     | 27                  |
| 1981   | Владимир Плоскина          | 11                  | 2                   |                     |                     | 13                  |
| 1981   | Владимир Устимчик          | 1                   |                     |                     |                     | 1                   |
| 1982   | Вячеслав Лещук             | 29                  |                     |                     |                     | 29                  |
| 1982   | Владимир Плоскина          | 1                   | 5                   |                     |                     | 6                   |
| 1983   | Вячеслав Лещук             | 17                  | 2                   |                     |                     | 19                  |
| 1983   | Владимир Плоскина          | 15                  |                     |                     |                     | 15                  |
| 1984   | Владимир Плоскина          | 34                  | 5                   |                     |                     | 39                  |
| 1985   | Владимир Плоскина          | 33                  | 2                   | 4                   |                     | 39                  |
| 1985   | Василий Ищак               | 5                   |                     |                     |                     | 5                   |
| 1985   | Сергей Жарков              | 1                   |                     |                     |                     | 1                   |
| 1986   | Владимир Плоскина          | 28                  | 2                   |                     | 3                   | 33                  |
| 1986   | Сергей Жарков              | 2                   |                     |                     |                     | 2                   |
| 1987   | Владимир Плоскина          | 42                  |                     |                     |                     | 42                  |
| 1988   | Владимир Плоскина          | 30                  | 1                   |                     | 4                   | 35                  |
| 1988   | Леонид Гайдаржи            |                     | 1                   |                     |                     | 1                   |
| 1989   | Геннадий Перепаденко       | 30                  | 3                   |                     | 5                   | 38                  |
| 1990   | Василий Ищак               | 20                  | 3                   | 4                   | 4                   | 31                  |
| 1990   | Георгий Кондратьев         | 4                   |                     |                     |                     | 4                   |
| 1991   | Виктор Гришко              | 30                  | 1                   |                     |                     | 31                  |
| 1991   | Юрий Шелепницкий           |                     | 4                   |                     |                     | 4                   |

#### Украина
- Начиная с сезона 2011/12 подробная статистика представлена на страницах сезонов ФК «Черноморец» (Одесса).

| Сезон        | Капитан                               | Матчи (как капитан) | Матчи (как капитан) | Матчи (как капитан) | Матчи (как капитан) | Матчи (как капитан) |
| ------------ | ------------------------------------- | ------------------- | ------------------- | ------------------- | ------------------- | ------------------- |
| Сезон        | Капитан                               | Чемпионат           | Нац. кубок          | Еврокубки           | Прочие              | Всего               |
| 1992 (весна) | Виктор Гришко                         | 7                   | 4                   |                     |                     | 11                  |
| 1992 (весна) | Юрий Шелепницкий                      | 9                   | 2                   |                     |                     | 11                  |
| 1992 (весна) | Сергей Третьяк                        | 2                   |                     |                     |                     | 2                   |
| 1992 (весна) | Александр Авдеев                      |                     | 1                   |                     |                     | 1                   |
| 1992/93      | Юрий Никифоров (1-й круг)             | 11                  | 1                   | 4                   |                     | 16                  |
| 1992/93      | Юрий Сак (2-й круг)                   | 18                  | 1                   |                     |                     | 19                  |
| 1992/93      | Олег Суслов                           | 1                   |                     |                     |                     | 1                   |
| 1993/94      | Юрий Сак (1-й круг)                   | 16                  | 3                   |                     |                     | 19                  |
| 1993/94      | Андрей Телесненко (2-й круг)          | 17                  | 6                   |                     |                     | 23                  |
| 1993/94      | Олег Суслов                           | 1                   |                     |                     |                     | 1                   |
| 1994/95      | Андрей Телесненко                     | 25                  | 3                   | 2                   |                     | 30                  |
| 1994/95      | Юрий Сак                              | 9                   | 2                   | 2                   |                     | 13                  |
| 1994/95      | Олег Суслов                           |                     | 2                   |                     |                     | 2                   |
| 1994/95      | Георгий Мельников                     |                     | 1                   |                     |                     | 1                   |
| 1995/96      | Юрий Сак (1-й круг)                   | 17                  |                     | 4                   |                     | 21                  |
| 1995/96      | Олег Суслов (2-й круг)                | 17                  | 1                   | 2                   |                     | 20                  |
| 1996/97      | Дмитрий Парфёнов                      | 16                  |                     | 2                   |                     | 18                  |
| 1996/97      | Юрий Сак                              | 9                   | 3                   |                     |                     | 12                  |
| 1996/97      | Тимерлан Гусейнов                     | 5                   | 1                   | 2                   |                     | 8                   |
| 1997/98      | Александр Зотов                       | 26                  | 6                   |                     |                     | 32                  |
| 1997/98      | Тимерлан Гусейнов                     | 3                   |                     |                     |                     | 3                   |
| 1997/98      | Виктор Мглинец                        | 1                   |                     |                     |                     | 1                   |
| 1998/99      | Тимерлан Гусейнов                     | 23                  |                     |                     |                     | 23                  |
| 1998/99      | Валерий Погорелов                     | 7                   | 2                   |                     |                     | 9                   |
| 1998/99      | Виктор Гришко                         | 7                   |                     |                     |                     | 7                   |
| 1999/00      | Тимерлан Гусейнов                     | 14                  | 1                   |                     |                     | 15                  |
| 1999/00      | Виктор Гришко                         | 7                   |                     |                     |                     | 7                   |
| 1999/00      | Юрий Сак                              | 6                   |                     |                     |                     | 6                   |
| 1999/00      | Александр Спицын                      | 3                   |                     |                     |                     | 3                   |
| 2000/01      | Виталий Колесниченко                  | 31                  | 2                   |                     |                     | 33                  |
| 2000/01      | Тимерлан Гусейнов                     | 2                   |                     |                     |                     | 2                   |
| 2000/01      | Андрей Ерохин                         | 1                   |                     |                     |                     | 1                   |
| 2001/02      | Виталий Колесниченко                  | 32                  | 2                   |                     |                     | 34                  |
| 2001/02      | Андрей Ерохин                         | 1                   | 1                   |                     |                     | 2                   |
| 2001/02      | Виталий Руденко                       | 1                   | 1                   |                     |                     | 2                   |
| 2002/03      | Виталий Колесниченко (до сентября)    | 9                   | 2                   |                     |                     | 11                  |
| 2002/03      | Андрей Лозовский                      | 1                   |                     |                     |                     | 1                   |
| 2002/03      | Руслан Гилазев (с сентября)           | 9                   |                     |                     |                     | 9                   |
| 2002/03      | Константин Кулик                      | 1                   |                     |                     |                     | 1                   |
| 2002/03      | Валерий Катынсус                      | 11                  |                     |                     |                     | 11                  |
| 2003/04      | Валерий Катынсус (1-й круг)           | 15                  | 4                   |                     |                     | 19                  |
| 2003/04      | Анатолий Опря                         |                     | 1                   |                     |                     | 1                   |
| 2003/04      | Виктор Доценко (2-й круг)             | 7                   | 2                   |                     |                     | 9                   |
| 2003/04      | Константин Балабанов                  | 1                   |                     |                     |                     | 1                   |
| 2003/04      | Александр Косырин                     | 7                   |                     |                     |                     | 7                   |
| 2004/05      | Виктор Доценко                        | 18                  |                     |                     |                     | 18                  |
| 2004/05      | Александр Косырин                     | 11                  | 2                   |                     |                     | 13                  |
| 2004/05      | Виталий Руденко                       | 1                   |                     |                     |                     | 1                   |
| 2005/06      | Виктор Доценко (1-й круг)             | 5                   | 1                   |                     |                     | 6                   |
| 2005/06      | Александр Косырин                     | 4                   |                     |                     |                     | 4                   |
| 2005/06      | Андрей Кирлик (2-й круг)              | 19                  | 1                   |                     |                     | 20                  |
| 2005/06      | Руслан Гилазев                        | 2                   |                     |                     |                     | 2                   |
| 2006/07      | Андрей Кирлик                         | 26                  |                     | 4                   |                     | 30                  |
| 2006/07      | Валентин Полтавец                     | 4                   |                     |                     |                     | 4                   |
| 2006/07      | Геннадий Альтман                      |                     | 1                   |                     |                     | 1                   |
| 2007/08      | Валентин Полтавец (до сентября)       | 5                   |                     | 3                   |                     | 8                   |
| 2007/08      | Андрей Кирлик (с сентября до октября) | 4                   | 1                   | 1                   |                     | 6                   |
| 2007/08      | Виталий Руденко (с октября)           | 20                  | 5                   |                     |                     | 25                  |
| 2007/08      | Геннадий Нижегородов                  | 1                   |                     |                     |                     | 1                   |
| 2008/09      | Виталий Руденко                       | 7                   |                     |                     |                     | 7                   |
| 2008/09      | Геннадий Нижегородов                  | 9                   | 1                   |                     |                     | 10                  |
| 2008/09      | Максим Белецкий                       | 7                   |                     |                     |                     | 7                   |
| 2008/09      | Александр Косырин                     | 4                   |                     |                     |                     | 4                   |
| 2008/09      | Евгений Ширяев                        | 3                   |                     |                     |                     | 3                   |
| 2009/10      | Виталий Руденко                       | 11                  |                     |                     |                     | 11                  |
| 2009/10      | Максим Белецкий                       | 6                   | 1                   |                     |                     | 7                   |
| 2009/10      | Владислав Ващук                       | 12                  |                     |                     |                     | 12                  |
| 2009/10      | Олег Шандрук                          | 1                   |                     |                     |                     | 1                   |
| 2010/11      | Александр Бабич                       | 23                  | 1                   |                     |                     | 24                  |
| 2010/11      | Дмитрий Гришко                        |                     | 1                   |                     |                     | 1                   |
| 2010/11      | Анатолий Диденко                      | 2                   |                     |                     |                     | 2                   |
| 2010/11      | Евгений Паст                          | 1                   |                     |                     |                     | 1                   |
| 2010/11      | Руслан Соляник                        | 1                   |                     |                     |                     | 1                   |
| 2010/11      | Себастьян Сетти                       | 6                   |                     |                     |                     | 6                   |

### Лучшие бомбардиры команды
- Сокращения/обозначения: ПЛ — премьер-лига, ВЛ — высшая лига, 1Л — первая лига, 2Л — вторая лига, (1/2) — голы/матчи
- Учтены голы в национальных турнирах (чемпионат, Кубок, Суперкубок, Кубок федерации футбола), и в Еврокубках, забитые в официальных матчах основного состава. Голы забитые в сериях послематчевых пенальти не учитываются.
- При равном числе забитых мячей лучшим бомбардиром считается игрок, провёдший на поле меньше игрового времени.

#### СССР
| Период | Лучшие бомбардиры (1936—1991) | Лучшие бомбардиры (1936—1991) | Лучшие бомбардиры (1936—1991)                | Лучшие бомбардиры (1936—1991) | Лучшие бомбардиры (1936—1991) | Лучшие бомбардиры (1936—1991) |
| ------ | ----------------------------- | ----------------------------- | -------------------------------------------- | ----------------------------- | ----------------------------- | ----------------------------- |
| Период | Чемпионат СССР                | Чемпионат СССР                | Кубок СССР                                   | Еврокубки                     | Другие турниры                | Всего                         |
| 1936   | ГрВ                           | Л. Орехов (8/10)              | Л. Орехов (4/3)                              |                               |                               | Леонид Орехов (12/13)         |
| 1937   | ГрВ                           | Л. Орехов (9/9)               | Л. Орехов (5/5)                              |                               |                               | Леонид Орехов (14/14)         |
| 1938   | ГрА                           | Л. Орехов (13/20)             | И. Борисевич (3/5)                           |                               |                               | Леонид Орехов (14/22)         |
| 1939   | ГрА                           | В. Онищенко (9/22)            | А. Афонькин (1/1)                            |                               |                               | Владимир Онищенко (9/23)      |
| 1940   | ГрБ                           | И. Борисевич (15/25)          |                                              |                               |                               | Иван Борисевич (15/25)        |
| 1941   | ГрА                           | П. Щербаков (6/9)             |                                              |                               |                               | Пётр Щербаков (6/9)           |
| 1945   | 2гр                           | П. Ступаков (4/10)            |                                              |                               |                               | Пётр Ступаков (4/10)          |
| 1946   | 2гр                           | М. Гончаренко (5/15)          |                                              |                               |                               | Макар Гончаренко (5/15)       |
| 1947   | 2гр                           | М. Черкасский (11/24)         | А. Шумилов, М. Черкасский, М. Поварчук (1/?) |                               |                               | Матвей Черкасский (12/25)     |
| 1948   | 2гр                           |                               |                                              |                               |                               |                               |
| 1949   | 2гр                           | Е. Кудыменко (24/42)          | В. Твердохлеб (1/2)                          |                               |                               | Евгений Кудыменко (24/42)     |
| 1950   | клБ                           | И. Рязанцев (11/27)           | Б. Чубинский (3/3)                           |                               |                               | Иван Рязанцев (11/30)         |
| 1953   | клБ                           | Н. Афанасьев (8/19)           | М. Черкасский (1/1)                          |                               |                               | Николай Афанасьев (8/20)      |
| 1954   | клБ                           | Е. Горбунов (12/22)           |                                              |                               |                               | Евгений Горбунов (12/23)      |
| 1955   | клБ                           | Е. Горбунов (11/27)           | Е. Горбунов, В. Сулима, А. Колесников (1/2)  |                               |                               | Евгений Горбунов (13/29)      |
| 1956   | клБ                           | В. Меркулов (9/30)            |                                              |                               |                               | Виктор Меркулов (9/30)        |
| 1957   | клБ                           | К. Фурс (18/33)               |                                              |                               |                               | Константин Фурс (18/33)       |
| 1958   | клБ                           | К. Фурс (10/30)               | В. Соловьёв, М. Цереков, В. Щегольков (1/2)  |                               |                               | Константин Фурс (10/31)       |
| 1959   | клБ                           | К. Фурс (12/26)               | Р. Гнатченко (1/1)                           |                               |                               | Константин Фурс (12/26)       |
| 1960   | клБ                           | А. Двоенков (25/33)           |                                              |                               |                               | Анатолий Двоенков (25/33)     |
| 1961   | клБ                           | К. Фурс (17/34)               | В. Егоров (2/3)                              |                               |                               | Константин Фурс (18/37)       |
| 1962   | клБ                           | А. Колдаков (14/24)           | Н. Молочков (2/3)                            |                               |                               | Анатолий Колдаков (15/27)     |
| 1963   | 2грА                          | А. Колдаков (9/34)            | А. Двоенков (1/1)                            |                               |                               | Анатолий Колдаков (9/35)      |
| 1964   | 2грА                          | В. Москаленко (20/35)         | А. Колдаков (2/3)                            |                               |                               | Василий Москаленко (20/38)    |
| 1965   | 1грА                          | В. Лобановский (10/28)        |                                              |                               |                               | Валерий Лобановский (10/28)   |
| 1966   | 1грА                          | В. Москаленко (10/35)         | В. Лобановский (5/4)                         |                               |                               | Валерий Лобановский (10/35)   |
| 1967   | 1грА                          | С. Звенигородский (5/28)      | В. Сак (2/1)                                 |                               |                               | Иштван Секеч (6/34)           |
| 1968   | 1грА                          | И. Секеч (8/36)               |                                              |                               |                               | Иштван Секеч (8/36)           |
| 1969   | 1грА                          | И. Секеч (6/28)               | В. Прокопенко (2/2)                          |                               |                               | Виктор Прокопенко (7/27)      |
| 1970   | ВгрА                          | В. Поркуян (10/26)            | В. Москаленко (3/3)                          |                               |                               | Валерий Поркуян (10/27)       |
| 1971   | 1Л                            | В. Босый (9/34)               | И. Секеч (1/2)                               |                               |                               | Анатолий Шепель (10/40)       |
| 1972   | 1Л                            | А. Шепель (21/37)             | С. Звенигородский (1/4)                      |                               |                               | Анатолий Шепель (21/40)       |
| 1973   | 1Л                            | А. Шепель (38/36)             | А. Шепель (3/6)                              |                               |                               | Анатолий Шепель (41/42)       |
| 1974   | ВЛ                            | В. Макаров (13/30)            | В. Дзюба (1/2)                               |                               |                               | Владимир Макаров (13/34)      |
| 1975   | ВЛ                            | В. Родионов (4/15)            | Н. Михайлов (1/1)                            | А. Дорошенко (1/2)            |                               | Николай Михайлов (5/23)       |
| 1976   | ВЛ                            | А. Погорелов (9/28)           | В. Макаров (2/2)                             |                               |                               | Александр Погорелов (10/30)   |
| 1977   | ВЛ                            | В. Шевченко (6/24)            |                                              |                               |                               | Виталий Шевченко (6/25)       |
| 1978   | ВЛ                            | В. Шевченко (7/27)            | Т. Эсебуа (2/4)                              |                               |                               | Владимир Плоскина (8/34)      |
| 1979   | ВЛ                            | В. Шевченко (7/29)            | А. Шепель (1/2)                              |                               |                               | Виталий Шевченко (8/33)       |
| 1980   | ВЛ                            | Ю. Горячев (14/31)            | Ю. Горячев (1/4)                             |                               |                               | Юрий Горячев (15/35)          |
| 1981   | ВЛ                            | Ю. Горячев (8/26)             | И. Шарий (4/6)                               |                               |                               | Иван Шарий (13/30)            |
| 1982   | ВЛ                            | В. Поконин (6/19)             | В. Финк (1/3)                                |                               |                               | Владимир Поконин (6/19)       |
| 1983   | ВЛ                            | В. Финк (15/32)               | В. Финк (1/2)                                |                               |                               | Владимир Финк (16/34)         |
| 1984   | ВЛ                            | И. Беланов (11/33)            | И. Беланов (3/5)                             |                               |                               | Игорь Беланов (14/38)         |
| 1985   | ВЛ                            | В. Пасулько (10/29)           | А. Щербаков (3/2)                            | Александр Багапов (1/2)       | Валентин Ковач (2/6)          | Виктор Пасулько (13/39)       |
| 1986   | ВЛ                            | В. Хлус (5/19)                | В. Плоскина (1/1)                            |                               | Ю. Секинаев (2/1)             | Виктор Хлус (5/20)            |
| 1987   | 1Л                            | В. Финк (12/32)               | В. Финк (1/1)                                |                               |                               | Владимир Финк (13/33)         |
| 1988   | ВЛ                            | А. Щербаков (5/22)            | А. Спицын (1/1)                              |                               | С. Гусев (3/7)                | Александр Щербаков (6/24)     |
| 1989   | ВЛ                            | Г. Кондратьев (13/29)         | Г. Кондратьев (1/2)                          |                               | Ю. Секинаев (2/3)             | Георгий Кондратьев (15/36)    |
| 1990   | ВЛ                            | Г. Кондратьев (6/22)          | И. Гецко (2/5)                               | Г. Кондратьев (1/3)           | И. Гецко (3/5)                | Иван Гецко (11/33)            |
| 1991   | ВЛ                            | Ю. Сак (7/26)                 | И. Гецко (3/4)                               |                               |                               | Иван Гецко (8/28)             |

#### Украина
| Сезон   | Лучшие бомбардиры (с 1992 года) | Лучшие бомбардиры (с 1992 года) | Лучшие бомбардиры (с 1992 года) | Лучшие бомбардиры (с 1992 года)       | Лучшие бомбардиры (с 1992 года) | Лучшие бомбардиры (с 1992 года) |
| ------- | ------------------------------- | ------------------------------- | ------------------------------- | ------------------------------------- | ------------------------------- | ------------------------------- |
| Сезон   | Чемпионат Украины               | Чемпионат Украины               | Кубок Украины                   | Еврокубки                             | Другие турниры                  | Всего                           |
| 1992    | ВЛ                              | И. Гецко (10/14)                | С. Гусев (4/6)                  |                                       |                                 | Сергей Гусев (11/23)            |
| 1992/93 | ВЛ                              | С. Гусев (17/29)                | В. Яблонский (1/2)              | Ю. Никифоров (4/4)                    |                                 | Сергей Гусев (20/35)            |
| 1993/94 | ВЛ                              | Т. Гусейнов (18/33)             | В. Парахневич (3/8)             |                                       |                                 | Тимерлан Гусейнов (20/41)       |
| 1994/95 | ВЛ                              | Т. Гусейнов (12/29)             | В. Парахневич (2/3)             | Т. Гусейнов (1/2)                     |                                 | Тимерлан Гусейнов (15/38)       |
| 1995/96 | ВЛ                              | Т. Гусейнов (20/33)             |                                 | В. Мусолитин (3/5)                    |                                 | Тимерлан Гусейнов (21/39)       |
| 1996/97 | ВЛ                              | Т. Гусейнов (9/28)              | В. Мглинец (2/4)                | С. Мизин (2/4)                        |                                 | Тимерлан Гусейнов (9/35)        |
| 1997/98 | ВЛ                              | Г. Щекотилин (13/27)            | А. Серёгин (2/3)                |                                       |                                 | Геннадий Щекотилин (13/31)      |
| 1998/99 | 1Л                              | А. Голоколосов (15/16)          | В. Гапон (2/2)                  |                                       |                                 | Александр Голоколосов (15/16)   |
| 1999/00 | ВЛ                              | О. Мочуляк (5/28)               |                                 |                                       |                                 | Олег Мочуляк (5/29)             |
| 2000/01 | 1Л                              | К. Балабанов (7/21)             | О. Мочуляк (1/1)                |                                       |                                 | Сергей Драницкий (8/28)         |
| 2001/02 | 1Л                              | К. Балабанов (10/26)            | С. Пономаренко (2/4)            |                                       |                                 | Константин Балабанов (10/28)    |
| 2002/03 | ВЛ                              | А. Косырин (9/23)               | К. Балабанов (3/2)              |                                       |                                 | Константин Балабанов (10/21)    |
| 2003/04 | ВЛ                              | А. Косырин (14/27)              | А. Косырин (5/6)                |                                       |                                 | Александр Косырин (19/33)       |
| 2004/05 | ВЛ                              | А. Косырин (14/29)              | К. Балабанов (3/2)              |                                       |                                 | Александр Косырин (16/31)       |
| 2005/06 | ВЛ                              | А. Косырин (7/7)                | С. Згура (1/2)                  |                                       |                                 | Александр Косырин (7/7)         |
| 2006/07 | ВЛ                              | С. Даниловский (8/28)           | П. Скоропад (1/1)               | С. Шищенко (1/4) Г. Нижегородов (1/4) |                                 | Сергей Даниловский (8/31)       |
| 2007/08 | ВЛ                              | В. Корытько (8/28)              | В. Корытько (3/5)               | И. Бугаёв (3/2)                       |                                 | Владимир Корытько (11/37)       |
| 2008/09 | ПЛ                              | А. Косырин (8/19)               |                                 |                                       |                                 | Александр Косырин (8/20)        |
| 2009/10 | ПЛ                              | В. Балашов (4/25)               |                                 |                                       |                                 | Виталий Балашов (4/25)          |
| 2010/11 | 1Л                              | А. Диденко (9/28)               | А. Диденко (1/1)                |                                       |                                 | Анатолий Диденко (10/29)        |
| 2011/12 | ПЛ                              | Лео Матос (7/19)                | И. Цыгырлаш (2/2)               |                                       |                                 | Лео Матос (8/22)                |
| 2012/13 | ПЛ                              | Э. Бакай (5/19)                 | Лео Матос (2/5)                 |                                       | А. Антонов (1/1)                | Лучан Бурдужан (7/28)           |
| 2013/14 | ПЛ                              | А. Антонов (9/25)               | А. Диденко (2/3)                | А. Гай (4/13)                         |                                 | Алексей Антонов (13/41)         |
| 2014/15 | ПЛ                              | А. Гай (4/13)                   | С. Назаренко (2/2)              |                                       |                                 | Алексей Гай (5/15)              |
| 2015/16 | ПЛ                              | В. Калитвинцев (5/20)           | К. Ковалец (1/2)                |                                       |                                 | Владислав Калитвинцев (5/22)    |
| 2016/17 | ПЛ                              | Д. Коркишко (7/27)              |                                 |                                       |                                 | Дмитрий Коркишко (7/27)         |
| 2017/18 | ПЛ                              | А. Хобленко (8/19)              |                                 |                                       |                                 | Алексей Хобленко (8/20)         |

### «Клуб бомбардиров 50 Леонида Орехова»
Клуб учреждён газетой «Вечерняя Одесса» и назван именем форварда одесского «Динамо», который первым преодолел отметку в 50 забитых мячей, забитых во всех официальных соревнованиях, включая матчи низших дивизионов. Членами клуба являются Леонид Орехов, Константин Фурс, Анатолий Колдаков, Василий Москаленко, Анатолий Шепель, Владимир Плоскина, Тимерлан Гусейнов и Александр Косырин.

### «Клуб бомбардиров 50 Владимира Плоскины»
Владимир Плоскина стал первым игроком команды, забившим 50 мячей в высшем дивизионе чемпионата и Кубке СССР, и других официальных клубных турнирах (еврокубки, кубок федерации футбола СССР). В честь этого одесская газета «Время спорта» назвала его именем учреждённый ею «Клуб бомбардиров 50» одесского «Черноморца». Его членами могут стать футболисты, забившие за «Черноморец» 50 и более мячей в высшем дивизионе чемпионата и Кубке страны, и других официальных клубных турнирах (еврокубки, кубки федерации, кубки лиги). Членами «Клуба 50» помимо самого Плоскины (52 мяча) являются Тимерлан Гусейнов и Александр Косырин.

### Игроки «Черноморца» в различных сборных
См. также: Игроки ФК «Черноморец» Одесса в сборных командах)

### Игроки «Черноморца» на крупных международных турнирах
| Турнир              | Участники       |
| ------------------- | --------------- |
| Чемпионат мира 1970 | Валерий Поркуян |
| Кубок Америки 2007  | Де ла Аса       |

### Аллея футбольной славы ФК «Черноморец» (Одесса)

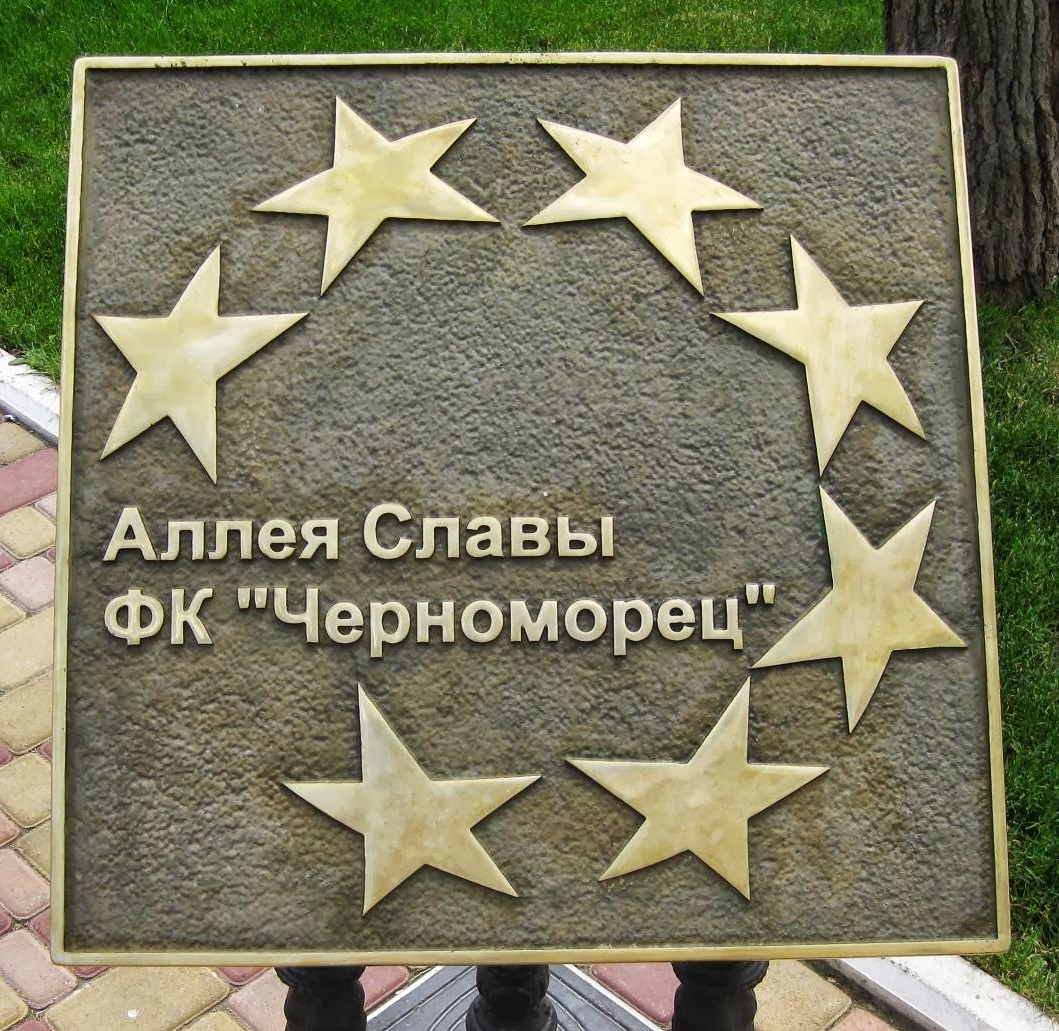
Вход на аллею футбольной славы ФК «Черноморец» (Одесса)

1 сентября 2012 г. у центральной арки одесского стадиона «Черноморец» была торжественно открыта аллея футбольной славы ФК «Черноморец» (Одесса). В этот день были заложены одиннадцать именных плит с памятными звёздами, в честь тех кто внёс большой вклад в успехи команды «моряков» — Виктор Прокопенко, Тимерлан Гусейнов, Владимир Плоскина, Ахмед Алескеров, Игорь Беланов, Василий Москаленко, Константин Фурс, Анатолий Зубрицкий, Юрий Заболотный, Семён Альтман, Леонид Севастеев. Ещё одна плита посвящена «12-му игроку» — преданным поклонникам одесского «Черноморца» всех времён.
Ровно через год, 1 сентября 2013 г. были добавлены две именные плиты в честь Виктора Гришко и Игоря Соколовского. 19 февраля 2014 г. на аллее прибавились ещё две плиты в честь Валерия Поркуяна и Романа Григорчука. 13 сентября 2014 г. на аллее появились четыре новые именные плиты в честь Ильи Цымбаларя, Вячеслава Лещука, Матвея Черкасского и Василия Ищака. 13 сентября 2015 г. аллея славы пополнилась двумя новыми именными плитами в честь Леонида Буряка и Владимира Нечаева. 11 сентября 2016 г. на аллее появились две новые звезды в честь Владимира Соколова и Виталия Серафимова.
| Дата установки | Персоналии |
| -------------- | --- |
| 01.09.2012     | Виктор Прокопенко, Тимерлан Гусейнов, Владимир Плоскина, Ахмед Алескеров, Игорь Беланов, Василий Москаленко, Константин Фурс, Анатолий Зубрицкий, Юрий Заболотный, Семён Альтман, Леонид Севастеев, «12-й игрок» |
| 01.09.2013     | Виктор Гришко, Игорь Соколовский |
| 19.02.2014     | Валерий Поркуян, Роман Григорчук |
| 13.09.2014     | Илья Цымбаларь, Вячеслав Лещук, Матвей Черкасский, Василий Ищак |
| 13.09.2015     | Леонид Буряк, Владимир Нечаев |
| 11.09.2016     | Владимир Соколов, Виталий Серафимов |
| 17.09.2017     | Виктор Зубков, Александр Руга |
| 16.09.2018     | Владимир Финк |

## Инфраструктура

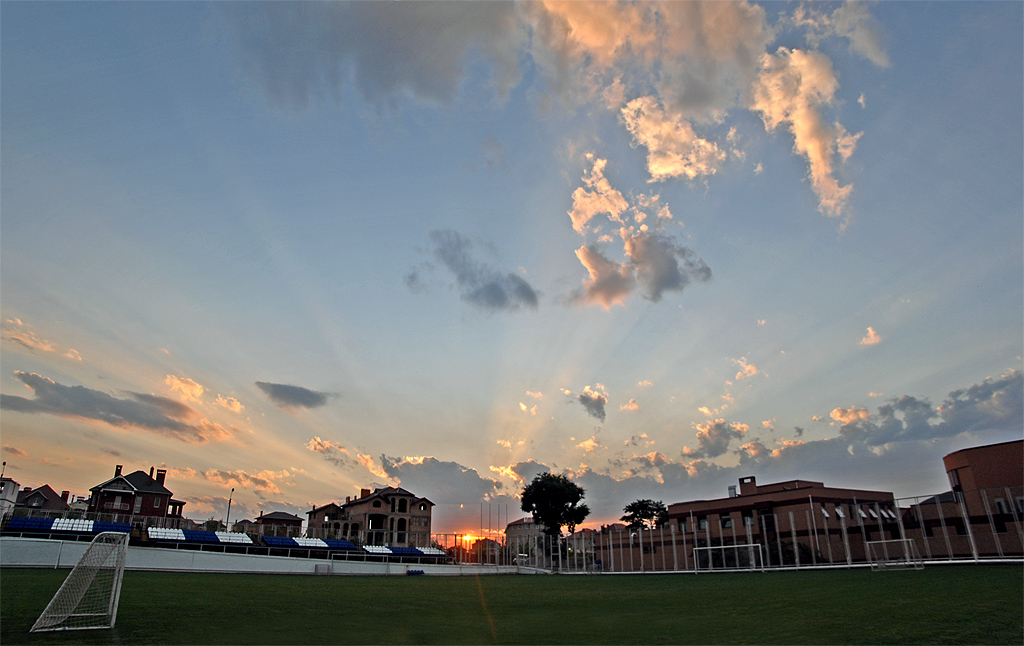
Тренировочная база «моряков» — СОК «Люстдорф»

### Стадион
18 мая 1936 года в г. Одессе, в парке им. Т. Г. Шевченко (ранее Александровский парк) был открыт стадион, построенный по проекту архитектора Н. М. Каневского.
Этот стадион стал для команды «моряков» основным стадионом, хотя за время своего существования команде приходилось принимать своих гостей и на других стадионах города (см. одесский стадион «Спартак»).

### Тренировочные базы
Клуб имеет четыре тренировочные базы, три из которых находятся в черте г. Одессы: "Спортивно-оздоровительный комплекс «Люстдорф» — в районе Совиньона (Черноморка), «Отрада» — поблизости одноимённого пляжа, третья база расположена на улице Архитекторской, где планируется создание футбольной академии ФК «Черноморец» (Одесса). Ещё одна база находится в Черноморске.

### СДЮШОР
Специализированная детско-юношеская школа олимпийского резерва «Черноморец» была организована в 1973 году. Её основателем был Анатолий Фёдорович Зубрицкий, имя которого школа носит с 2005 года. В октябре 2017 года школа открыла свой филиал в Черноморске.

## Одесское дерби
В своё время в Одессе, кроме «Черноморца», была ещё одна сильная команда — СКА (СКВО, ОДО). Матчи между ними были долгожданными и вокруг них был большой ажиотаж. Чтобы купить билет на такое дерби, нужно было занимать очередь с ночи.
Первая встреча состоялась на стадионе армейцев в рамках первого круга чемпионата СССР 1959 г. (класс «Б», 4 зона) — 3 июня 1959 г. «Черноморец» одержал минимальную победу, единственный гол забил Константин Фурс. В матче второго круга, который проходил на стадионе ЧМП, с таким же результатом победил «СКВО».
Всего таких встреч на официальном уровне в чемпионатах СССР было двенадцать. Общий счёт всех встреч 12-5 в пользу «Черноморца». Лучшим бомбардиром этих матчей стал Василий Москаленко, он забил три мяча за «Черноморец» и один за СКА. Всего матчи этого противостояния посетили 555 000 болельщиков (в среднем 46 250 зрителей за матч). Одиннадцать из двенадцати «дерби» прошли на поле стадиона ЧМП, трибуны которого заполнили 535 000 зрителей (в среднем 48 636 за игру). Рекордным по посещаемости стал матч «Черноморца» и СКА, который состоялся 25 мая 1966 года на стадионе ЧМП в рамках 28-го чемпионата СССР (55 000 зрителей), и также носил статус финала первого Мемориала Николая Трусевича (почётный приз достался армейцам, одержавшим минимальную победу благодаря единственному голу Виктора Пригорко). Один матч армейцы и «моряки» провели на поле стадиона СКВО (СКА). Матч розыгрыша Кубка СССР 1982 года прошёл за пределами Одессы, в Гурзуфе на стадионе «Артек».
Очевидцы отмечают терпимость между болельщиками обеих команд, конфликты случались очень редко.
С середины первого национального чемпионата Украины 1992 года, команда одесского СКА, сохранив от своего прежнего названия две начальные буквы, перешла под покровительство «гражданских» организаций и стала называться СК «Одесса». «Новый» клуб мог бы помериться силами с «Черноморцем», но не дотягивал до уровня высшей лиги украинского первенства. Однако «одесское дерби» получило своё новое развитие в матчах розыгрышей кубка Украины, где жребий дважды сводил «горожан» и «моряков». Так в сезоне 1992/93 гг., матчи проходили на стадии 1/16 финала. Дома (матч проходил на стадионе СКА) «горожане» уступили «Черноморцу» — 0:1. Но победив в ответном матче на стадионе ЧМП 3:2, СК «Одесса» выбил обладателя кубка Украины из розыгрыша и тем самым вышел в 1/8 финала. В сезоне 1998/99 гг. команды встретились на стадии 1/32 финала. В первом матче на стадионе ЧМП была зафиксирована ничья — 1:1. В ответном матче на стадионе «Спартак», СК «Одесса» (хозяева поля) уверенно победил — 3:1, и тем самым вновь выбил «Черноморец» из розыгрыша кубка Украины. И на этот раз СК «Одесса» дошёл до 1/8 финала кубка Украины, повторив тем самым своё достижение сезона 1992/93 гг.
В 1999 году СК «Одесса» прекратил своё существование, когда на его базе был создан «Черноморец-2». С тех пор «Черноморец» пока единственная одесская команда в премьер-лиге украинского чемпионата.
| Дата       | Город / Стадион    | Турнир                          | Счёт | Авторы забитых мячей                                          | Арбитр                   | Зрители |
| ---------- | ------------------ | ------------------------------- | ---- | ------------------------------------------------------------- | ------------------------ | ------- |
| 03.06.1959 | Одесса / СКВО      | Класс Б                         | 1:0  | Фурс (25)                                                     | Н. Балакин (Киев)        | 20 000  |
| 20.09.1959 | Одесса / ЧМП       | Класс Б                         | 0:1  | Подлесный (58)                                                | Ф. Куруц (Ужгород)       | 50 000  |
| 26.10.1961 | Одесса / ЧМП       | Класс Б                         | 0:0  | -                                                             | Н. Балакин (Киев)        | 50 000  |
| 29.10.1961 | Одесса / ЧМП       | Класс Б                         | 2:1  | Колдаков (40), Двоенков (52) — Москаленко (43)                | А. Малец (Ужгород)       | 50 000  |
| 08.09.1962 | Одесса / ЧМП       | Класс Б                         | 1:0  | Молочков (90)                                                 | Р. Газда (Львов)         | 50 000  |
| 30.09.1962 | Одесса / ЧМП       | Класс Б                         | 2:0  | Неверов (60), Добрянский (83)                                 | С. Раздорожнюк (Одесса)  | 50 000  |
| 05.09.1964 | Одесса / ЧМП       | 2 гр. класса А                  | 1:1  | Москаленко (7) — Котыченко (67)                               | С. Архипов (Москва)      | 50 000  |
| 15.10.1964 | Одесса / ЧМП       | 2 гр. класса А                  | 1:2  | Москаленко (87) — Снитко (56, 84)                             | А. Мугурдумов (Киев)     | 50 000  |
| 27.04.1965 | Одесса / ЧМП       | 1 гр. класса А                  | 2:0  | Коршунов (47), Москаленко (52)                                | Н. Кирсанов (Киев)       | 45 000  |
| 04.09.1965 | Одесса / ЧМП       | 1 гр. класса А                  | 1:0  | Лобановский (87)                                              | С. Архипов (Москва)      | 45 000  |
| 25.05.1966 | Одесса / ЧМП       | 1 гр. класса А / Мем. Трусевича | 0:1  | Пригорко (57)                                                 | А. Табаков (Москва)      | 55 000  |
| 18.09.1966 | Одесса / ЧМП       | 1 гр. класса А                  | 2:0  | Коршунов (2), Дерябин (85)                                    | А. Мугурдумов (Киев)     | 40 000  |
| 16.09.1967 | Одесса / ЧМП       | Мемориал Трусевича              | 3:0  | Звенигородский (37,52), Зубков (71)                           |                          | 30 000  |
| 13.11.1977 | Одесса / ЧМП       | Приз «Вечерней Одессы»          | 0:1  | Нечаев (48, пен.)                                             |                          | 30 000  |
| 26.02.1982 | Гурзуф / «Артек»   | Кубок СССР. 2 зона              | 2:0  | Плоскина (10, пен.), Павлов (20)                              | Ю. Бондаренко (Донецк)   | 300     |
| 07.10.1992 | Одесса / СКА       | Кубок Украины. 1/16 финала      | 1:0  | Яблонский (50)                                                | К. Панчик (Симферополь)  | 5000    |
| 21.10.1992 | Одесса / ЧМП       | Кубок Украины. 1/16 финала      | 2:3  | Кошелюк (45), Гусев (71) — Тимченко (40), Парахневич (74, 90) | С. Сельменский (Ужгород) | 1000    |
| 22.09.1998 | Одесса / ЧМП       | Кубок Украины. 1/64 финала      | 1:1  | Гапон (57, пен.) — Стрижаков (39)                             | С. Шебек (Киев)          | 3000    |
| 27.09.1998 | Одесса / «Спартак» | Кубок Украины. 1/64 финала      | 1:3  | Гапон (89) — Спицын (20, пен.), Мочуляк (68), Щербаков (78)   | С. Татулян (Киев)        | 6000    |

## Болельщики

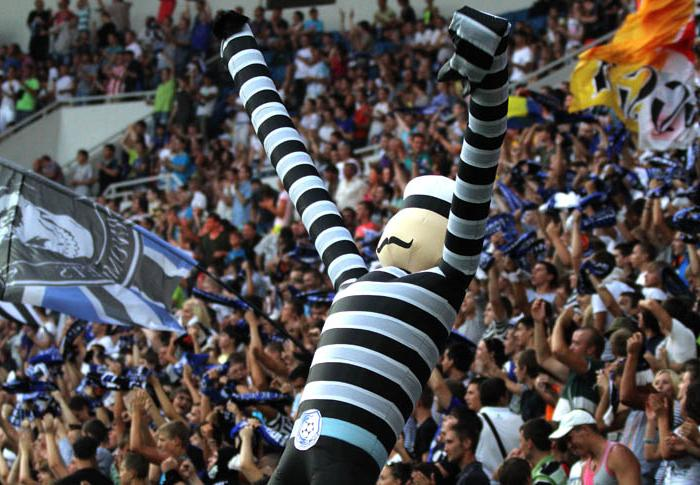
Неофициальный маскот ФК «Черноморец» (Одесса), «одесский моряк», на трибуне стадиона «Черноморец» в г. Одессе.

### Соборка
Соборная площадь (Соборка) — место в Одессе, где в своё время собирались любители футбола, обсуждали составы команд, достоинства и недостатки игроков. Рассказывают, что в дни матчей «Черноморца» болельщики собирались там с утра, чтобы пораньше «подзарядиться» информацией перед предстоящей игрой. Но и после матчей, первым местом где собирались болельщики была Соборка. Ведь там начинался подробный разбор игры. Примерно с конца 1980-х годов футбольные темы на Соборке постепенно уступили своё место темам «за жизнь».

### «Король болельщиков» Исаак Гроссман
Самым известным болельщиком одесского «Черноморца» за всю историю клуба был Исаак Гроссман — одессит, который прославился своим фанатизмом, смекалкой и чувством юмора. У него было собственное пожизненное место на 38-й трибуне, которое не продавалось, пока он был жив. До войны он сопровождал клуб на всех выездных матчах. В послевоенный период известно только об одной, пропущенной Гроссманом игре.

### Ультрас
«Ультрас» одесского «Черноморца» являются практически единственной группой болельщиков, активно поддерживающих команду на её выездных матчах. Имеют собственный сайт. В 2011 году была создана единая организация ультрас «Южный Фронт» (Ю. Ф.). Эта организация объединяла различные фирмы и фанатские группы в единое движение, для осуществления более масштабной и качественной поддержки любимой команды.
До сезона 2014/15 ультрас Ю. Ф. на каждой игре вывешивали флаг с гербом г. Одессы тех времён, когда город входил в состав Российской империи, как на домашних матчах, так и на выездных, мотивируя это тем, что герб г. Одессы того времени — «…это символ мощного государства, частью которого была Одесса, была частью процветающей и богатой. Мы стремимся возродить былое величие нашего города и клуба, и как символ этого, мы вывешиваем имперку (флаг с гербом г. Одессы времён Российской империи — прим. ред.)»

## Клуб и общественная жизнь
В 2013 году на трамвайных линиях маршрутов № 5 и № 28 города Одессы появился вагон украшенный эмблемой команды, а также лозунгами «Вместе победим!» и «Один город — одна команда». Проект был инициирован и реализован городской администрацией.
3 августа 2014 года команда в полном составе посетила 411-й центральный военный клинический госпиталь Министерства обороны Украины, где встретилась с участниками войны на востоке Украины.
В рамках осуществления социального проекта «Поможем переселенцам вместе!», 27 февраля 2015 года перед матчем 15-го тура чемпионата Украины сезона 2014/15 между одесским «Черноморцем» и мариупольским «Ильичёвцем» футболистов при их выходе на поле сопровождали дети, пострадавшие из-за войны на востоке Украины. При этом на кромке поля был растянут баннер, а диктор на стадионе сообщал о способах помощи нуждающимся.
В октябре 2016 года ФК «Черноморец» поддержал инициативу Специальной Олимпиады Украины
В ноябре 2017 года «моряки» поддержали акцию Всеукраинского объединения участников АТО «Украинцы — вместе!». В этом же месяце ФК «Черноморец» поддержал акцию «Мой папа — герой». Перед игрой 16-го тура чемпионата Украины 2017/18 среди команд премьер-лиги «Черноморец» (Одесса) — «Олимпик» (Донецк), вместе с игроками обеих команд на поле вышли дети военнослужащих ВСУ из Одессы и Одесской области, которые защищают независимость и целостность государства на востоке Украины.
В начале декабря 2017 года ФК «Черноморец» вместе с другими командами УПЛ принял участие в акции в поддержку воинов ВСУ, приуроченную ко Дню вооружённых сил Украины, который ежегодно отмечается 6-го декабря